# Ди Стефано, Альфредо
Альфре́до Ди Сте́фано Лаулье́ (исп. Alfredo Di Stéfano Laulhé, испанское произношение: [alˈfɾeðo ði esˈtefano]; 4 июля 1926, Буэнос-Айрес — 7 июля 2014, Мадрид) — аргентинский, испанский и колумбийский футболист, нападающий. После завершения карьеры игрока работал тренером. Выступал за клубы «Ривер Плейт», «Уракан», «Мильонариос», «Реал Мадрид» и «Эспаньол». Провёл 6 матчей в составе сборной Аргентины, провёл 4 игры за сборную Колумбии и 31 матч в составе сборной Испании.
В качестве футболиста был дважды чемпионом Аргентины, трижды чемпионом Колумбии и восьмикратным победителем чемпионата Испании. Ди Стефано по разу выигрывал Кубок Колумбии, Кубок Испании и Межконтинентальный кубок. Дважды он выигрывал Малый Кубок мира и пять раз побеждал в Кубке европейских чемпионов. В качестве тренера Альфредо выиграл два чемпионата Аргентины, один чемпионат Испании, один Суперкубок Испании и один Кубок обладателей кубков УЕФА.
Ди Стефано один раз становился лучшим бомбардиром чемпионата Аргентины, дважды лучшим бомбардиром чемпионата Колумбии, пять раз выигрывал титул лучшего бомбардира чемпионата Испании и дважды становился лучшим бомбардиром Кубка европейских чемпионов. Дважды он выигрывал Золотой мяч, награду лучшему футболисту Европы, и четыре раза становился лучшим спортсменом Испании.
Альфредо являлся третьим футболистом XX века по версии футбольной Комиссии ФИФА. По опросу МФФИИС занимает четвёртое место среди лучших футболистов мира XX века. Занимает шестое место среди лучших игроков XX века по версии журнала World Soccer. Занимает четвёртое место среди лучших игроков XX века по версии France Football. Занимает третье место среди лучших игроков XX века по версии Guerin Sportivo. Занимает шестое место среди лучших игроков за всю историю футбола по версии Placar. Входит в список лучших игроков мира по версиям Planète Foot и Voetbal International. Лучший игрок Испании по версии УЕФА в период с 1954 по 2003 год.
С 2000 года Ди Стефано занимал пост почётного президента клуба «Реал Мадрид». А с 2008 года являлся почётным президентом УЕФА.
Являлся первым членом Зала Славы ФИФА. Именем Ди Стефано назван трофей лучшему игроку в Испании. Стадион клуба «Реал Мадрид Кастилья», являющийся резервной командой «Реала», назван Альфредо Ди Стефано. При жизни близ стадиона Сантьяго Бернабеу ему был установлен памятник.

## Биография

### Ранние годы

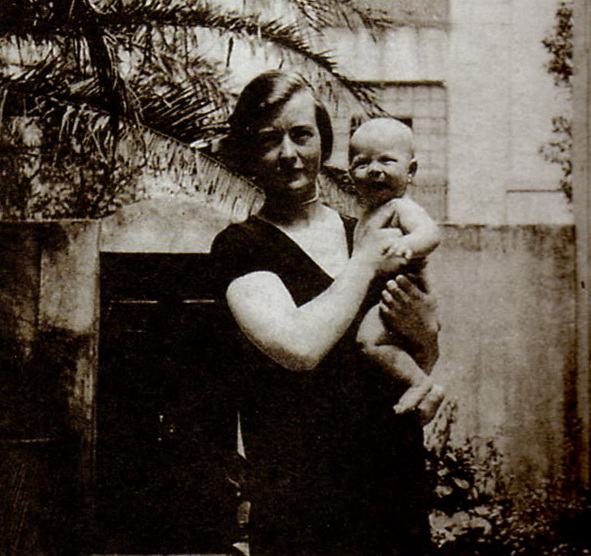
Ди Стефано в год своего рождения вместе с матерью

Альфредо Ди Стефано родился 4 июля 1926 года в квартале Барракас, находящемся в портовом районе Буэнос-Айреса. Он происходил из смешанной семьи европейских эмигрантов: его дедушка Мигель (в Италии его имя произносилось Микеле) был родом с Капри. Отец Мигеля, прадедушка Альфредо, дон Феличионе был генералом в армии Джузеппе Гарибальди. Любопытно, что жена Феличионе, также родилась с фамилией Ди Стефано, хотя происходила из Сицилии. Микеле, который покинул родину, поселился в районе Буэнос-Айреса Ла-Бока, где занимался тем, что провозил товары по реке Парана в Парагвай. Микеле в возрасте 17 лет отправился сначала в Северную, а затем в Южную Америку из-за конфликта со своей мачехой, второй женой Феличионе. Бабушка Ди Стефано, Тереза Кьоцца, была родом из Генуи. В их семье было семь детей: Феликс, Анибаль, Эктор, Альфредо, Луиза, Хуана и Освальдо.
Мать Ди Стефано, Эулалия Лаулье Жильмон, была потомком французского лётчика Пьерра Лаулье (на французский манер, Лоле́), который родился в Беарне и ирландки Инес Дик. Отца Ди Стефано также звали Альфредо; и он, как и сын, был футболистом, нападающим, более того, он являлся одним из соучредителей клуба «Ривер Плейт», за который играл с 1910 по 1912 год, завершив карьеру из-за травмы колена. Второй сын Микеле, брат Альфредо, был женат на родной сестре Карлоса Исолы, голкипера сборной Аргентины. Помимо Альфредо-младшего, в семье было ещё два ребёнка — Тулио (родился в 1928 году), также игравший в футбол, и Норма (родилась в 1931 году), которая занималась баскетболом.

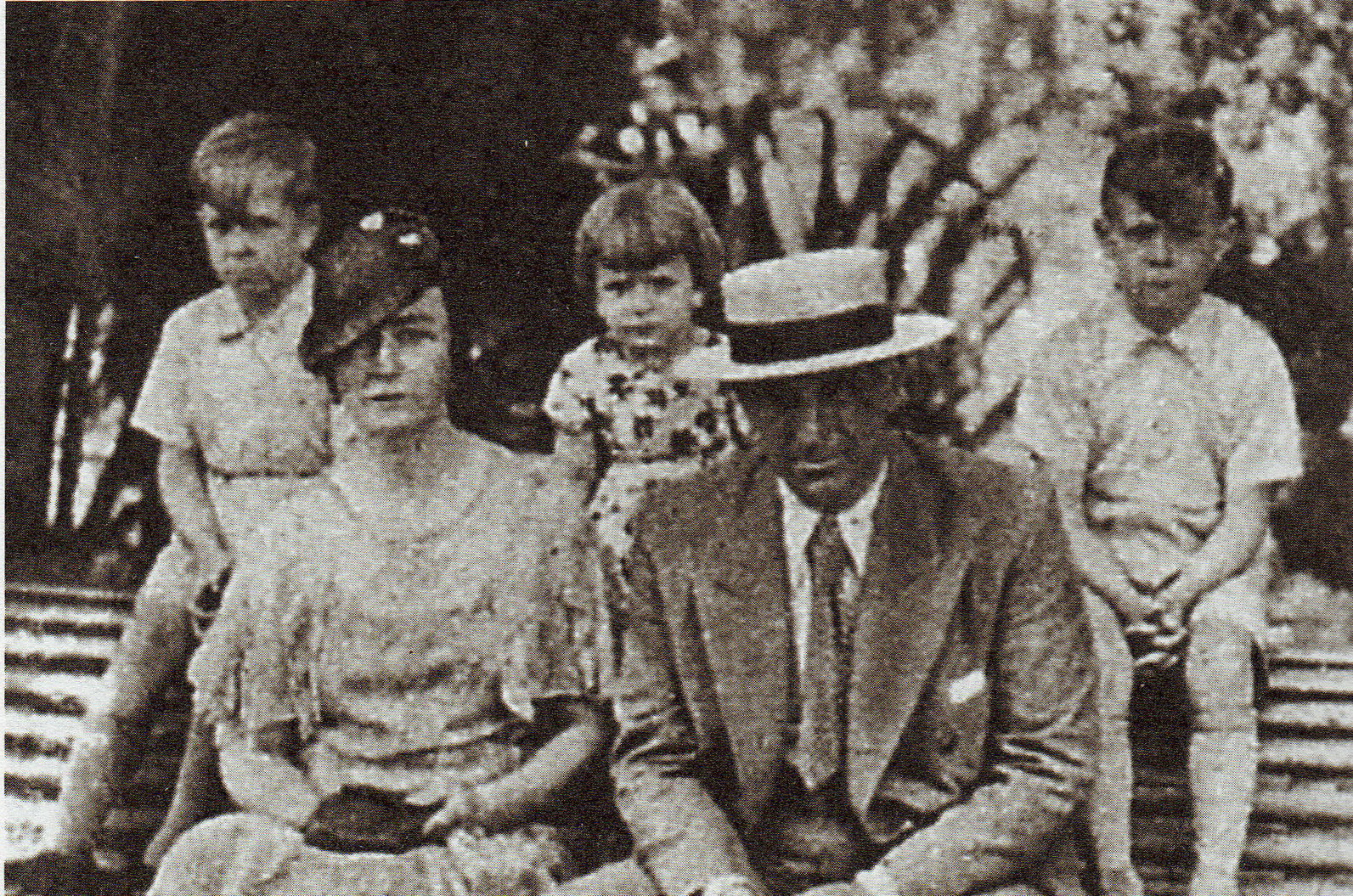
Семья Ди Стефано. Справа-налево: Альфредо-младший, Альфредо-старший, Норма, Эулалия, Тулио

Там же, в районе Барракас, Ди Стефано начал играть в футбол, выступая на пустырях: «Когда мне было 4 или 5 лет я играл на улице, это был фабричный район, машин в нём было мало и была мостовая, вымощенная брусчаткой. Так что, в ту пору мы все играли там. Нас, местных ребят, было достаточно, потому что в нашем районе жили люди из скромных семей, а издавна в таких семьях было много детей. Так что мы играли в том квартале, а потом был ещё один квартал, немного дальше». Дети, не имея больших денег, были вынуждены играть каучуковыми мячами, которые покупали по два сентаво; воротами были либо деревья, либо нарисованные на стене линии. Со своими друзьями Альфредо организовал команду района, которую назвали «Объединённые и Побеждающие» (исп. Unidos y Venceremos): «В моем районе было больше 40 ребят, которые играли лучше меня. Но кто-то учился, кто-то пошел работать, а кто-то даже не мог купить себе обувку». Первый же кожаный мяч Альфредо получил, выиграв его в лотерее в кинотеатре. Когда Ди Стефано было 10 лет, его начал обучать 17-летний парень. Позже Альфредо рассказал, что именно благодаря ему он смог стать «двуногим» игроком, то есть одинаково хорошо бить по мячу как левой, так и правой ногой.
Позже семья Ди Стефано переехала в квартал Флорес, на ранчо, которое купил его отец. Там юный Альфредо со своими новыми соседскими мальчишками начал играть за районную команду «Магнит» (исп. Imán). В этом клубе он получил своё первое футбольное прозвище — «Минельита», в честь Хосе Марии Минельи, игрока клуба «Ривер Плейт», который как и Ди Стефано был светловолосым.

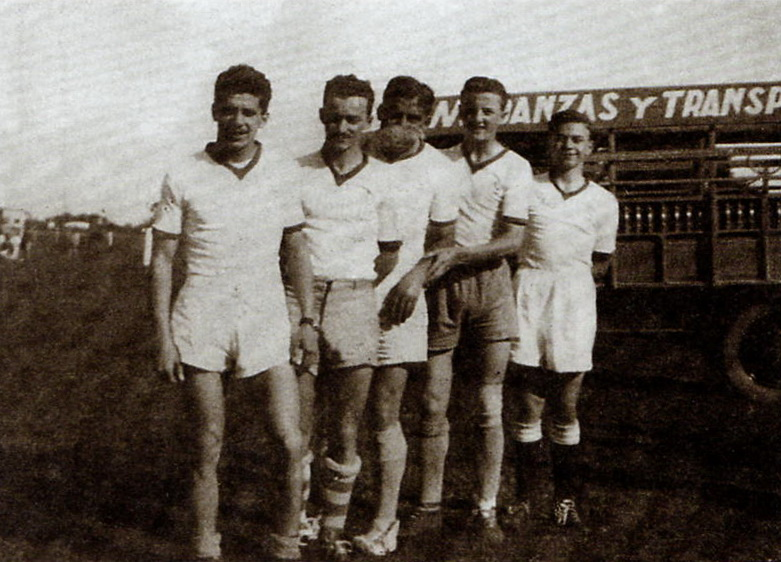
Ди Стефано (крайний справа) вместе с игроками команды «Союз Прогрессивных»

В 1940 году семья снова переехала; на этот раз она обосновалась на ферме Лос-Кардалес. Тогда же Альфредо покинул школу и впервые был вынужден работать, помогая своему отцу, трудившемуся производителем и продавцом картофеля, а также пасечничеством. Сам Ди Стефано в основном помогал в поле, надсматривая над 80-ю рабочими. Несмотря на то, что это была очень трудная работа, отнимавшая много сил, Альфредо не забросил футбол. Каждое воскресенье он вместе с братом Тулио играл в матчах поселковой команды «Союз Прогрессивных» (исп. Unión Progresista) в лиге Камапана, а также посещал матчи «Ривер Плейта», за который он болел с семи лет, несмотря на то, что его отец, родившийся в районе Ла-Бомбонера, любил клуб «Бока Хуниорс».
Во время работы на ферме Ди Стефано приходилось встречаться с мафией: «В Росарио обосновалась американская мафия. Они приехали из Чикаго или Нью-Йорка, и там уже засветились. В тридцатые годы, во время Сухого закона, они совершали убийства. Мафия была очень хорошо организована и контролировала всех сыновей итальянцев. И моего „старика“ тоже. Он обязан был платить им процент со своего заработка — 5-10 песо за каждый проданный вагон картофеля. Отец платить не хотел. Он ходил с пистолетом в кармане и даже спал с ним, держал его в выдвижном ящике комода. Ящик открыт, рука сжимает пистолет. Иногда мафия стреляла по вагонам, однако, его это не пугало. Отец боялся, что нас могут похитить. Однажды они пришли в дом. Мы быстро сообщили об этом маме, которая разделывала цыплёнка на кухне. Она вышла с мачете в руках, только пятки сверкали. В другой раз, когда мы ехали в Сан-Николас к моему дяде, нам пришлось спрыгнуть с поезда на полном ходу. Там было четыре подозрительных типа. Один из них приходил к нам раньше, чтобы купить наш дом, и мой отец его узнал. Я тогда не очень понимал, что происходит, но слышал, как по приезде отец об этом рассказывал дяде».

### «Ривер Плейт» и «Уракан»

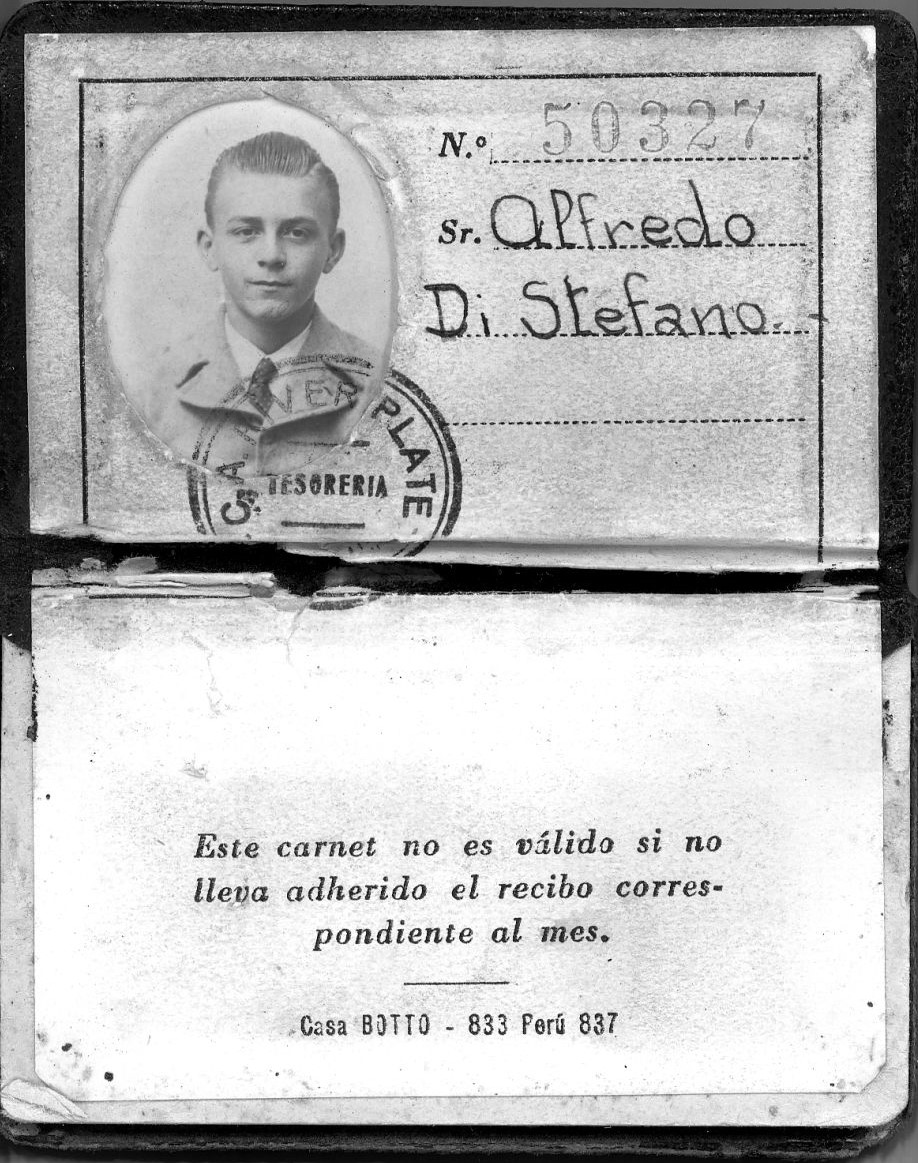
Первый «футбольный» документ Ди Стефано, удостоверяющий, что он является игроком «Ривер Плейта»

Когда Альфредо было 17 лет, мать Ди Стефано встретила друга отца, бывшего голкипера клуба «Ривер Плейт», Алехандро Лупасни, который работал электриком в их квартале. Она уговорила его, чтобы сын, который делал успехи в футболе, смог пройти просмотр в клубе. Лупасни помог: через несколько дней на письмо Эулалии из клуба пришла телеграмма, в которой Альфредо приглашался на просмотр. Когда юного футболиста спросили, кто помог ему попасть в клуб, он ответил: «Моя мама»! Молодого игрока просматривал Карлос Пеуселье, который увидел талант Ди Стефано и пригласил его в четвёртую команду клуба. Всего из 32-х просмотренных ребят взяли лишь двоих, вторым оказался близкий друг Альфредо, Сальвучи. Любопытно, что отец Ди Стефано был против ухода сына в футбол, и лишь Эулалия уговорила отца семейства не препятствовать его футбольной биографии.
Ди Стефано начал карьеру в четвёртом составе, в котором выступали игроки с 16 по 18 лет. С этой командой он смог выиграть все матчи первенства, но в финальной встрече клуб проиграл «Платенсе» со счётом 1:2. Там он стал немного больше зарабатывать: если в четвёртой команде ему платили всего два песо за победу, то в третьей уже двадцать. 7 августа 1944 года Ди Стефано дебютировал в основе «Ривер Плейт» в товарищеской игре против «Сан-Лоренсо». Позднее Альфредо вспоминал: «Ещё долго после этой игры при одном воспоминании о ней у меня мурашки бегали по спине. Рядом со мной в нападении играли великие футболисты: Педернера, Лабруна, Д’Амброзио. Можно представить себе, как я волновался! Ведь все мои родные и односельчане приехали в столицу, чтобы поболеть за меня. Пришли и старые приятели из Ла Боки. А сыграл я очень неважно: наверное, и волнение сказалось, и мастерства не хватило. К тому же я повредил ногу и в начале второго тайма был вынужден покинуть поле». Вскоре Альфредо, по требованию главного тренера основного состава «Ривера», Ренато Чезарини, был переведён в третий состав. С командой до 21 года он занял первое место в своём дивизионе, однако команду лишили победы: матч последнего тура, «Ривер» — «Бока Хуниорс», завершился дракой, в результате чего все участники матча были дисквалифицированы и лишены очков.
13 апреля 1945 года Ди Стефано должен был, из-за травмы Муньоса, дебютировать в официальной игре в матче с «Ньюэллс Олд Бойз», но очередной тур был отменён из-за траура по случаю смерти президента США, Франклина Рузвельта. Лишь 15 июля 1945 года Ди Стефано сыграл свой первый официальный матч за основной состав, выйдя на замену вместо Адольфо Педернеры; в нём «Ривер» проиграл «Уракану» со счётом 1:2. Этот матч стал единственным, который Альфредо провёл в сезоне, в котором «Ривер Плейт» выиграл чемпионат страны.

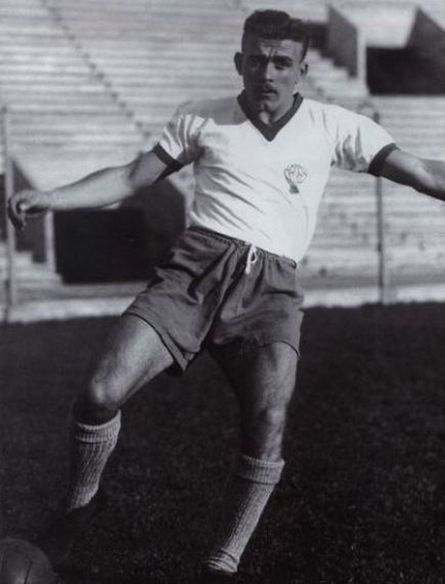
Ди Стефано в составе «Уракана»

В следующем сезоне Ди Стефано, благодаря вмешательству его отца, чей друг работал селекционером «Уракана», перешёл на правах аренды в этот клуб: молодому футболисту была нужна игровая практика, а место в центре нападения «Ривера» прочно занимал Педернера. Сумма трансфера футболиста составила 80 тыс. песо, что стало самой дорогой ценой, заплаченной аргентинским клубом за покупку футболиста. Это вызвало недоумение у местной прессы. Причём по слухам, владелец «Уракана», полковник Дуко во время переговоров с «Ривером» даже положил на стол пистолет, чтобы побыстрее закончить трансферную сделку. В «Уракане» Альфредо занял твёрдое место в основном составе, при этом, в отличие от «Ривер Плейт», Ди Стефано занимал в составе клуба позицию центрального нападающего — завершителя атак: «Что делать, спрос рождает предложение, и мне пришлось приспосабливать свою игру к моде. К счастью, в этом мне очень помогли инсайды: крепкий усач Мендес и быстрый, изящный Симес. Оба обладали прекрасной техникой и делали мне такие передачи, забить с которых мог бы слепой. Я забивал, однако, наряду с радостью, испытывал и некоторое разочарование, поскольку из организатора атак превратился в обычного исполнителя. Впрочем, я утешал себя тем, что эта вынужденная метаморфоза не может быть продолжительной. Уже тогда, хоть я ещё и не был достаточно искушён в вопросах эволюции футбольной тактики, мне казалось, что эра таранов и силового футбола себя изживает». За этот клуб Альфредо провёл 25 матчей и забил 10 голов, став лучшим бомбардиром команды. Один из мячей форвард забил в ворота своей бывшей команды — «Ривера», причём он забил гол через 8 секунд от начала матча, что сделало его на тот момент самым быстрым голом в истории розыгрышей чемпионатов Аргентины. В результате «Уракан» занял 9 место в первенстве страны. По окончании сезона «Уракан» хотел выкупить контракт Ди Стефано, но клуб оказался не в состоянии выложить ещё 80 тыс. песо за переход футболиста. Из-за этого форвард вернулся в «Ривер Плейт».

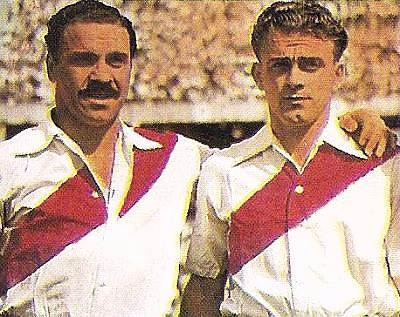
Ди Стефано (справа) и Хосе Мануэль Морено

Однако ситуации в команде изменилась. Педернера перешёл в «Атланту» и место на правом фланге нападения освободилось. Более того, два других лидера атаки клуба выбыли из строя: Анхель Лабруна заболел гепатитом, а Карлос Муньос травмировался. В восьмом туре чемпионата Ди Стефано был переведён главным тренером команды, Карлосом Пеуселье, который и принял Альфредо в «Ривер», на место центрфорварда. И в этом матче «Ривер Плейт» обыграл «Атланту» Педернеры со счётом 6:1; сам Ди Стефано не забил, что его очень огорчило, но сделал несколько голевых передач и постоянно помогал партнёрам по атаке. Все последующие игры Альфредо провёл в центре нападения. Он сыграл за сезон 29 матчей и забил 27 голов, став лучшим бомбардиром первенства, а его команда — чемпионом страны. Этот результат тем удивительнее, что Ди Стефано совмещал футбольные выступления с обязательной воинской повинностью, где футболист провёл 12 месяцев, проходя службу на оружейном складе. Альфредо шесть дней в неделю находился в казарме, получая увольнительную лишь по субботам, во время которых он и играл. Так продолжалось вплоть до вмешательства военных чиновников, которые входили в совет директоров «Ривера». Они помогли переводу Ди Стефано со склада в офис Министерства Обороны. Там футболист находился лишь до полудня, а после получал увольнительные.
Забастовка в аргентинском футболе была призвана защитить игроков маленьких клубов и нижних дивизионов, которым платили только два первых месяца, а когда дела начинали идти плохо, платить прекращали. Контракты, которые они подписывали, были составлены недобросовестно. Игрок ничего не решал. Мы, будучи футболистами крупных клубов, отреагировали на это и отказались играть. Мы участвовали в благотворительных матчах для госпиталей и школ, и для того, чтобы привлечь внимание публики и объяснить лицом к лицу, что это был не вопрос денег, это делалось для того, чтобы защитить тех, кто ничего не зарабатывал.
В том же сезоне он получил свои прозвища, сначала его прозвали «Немец» (исп. El Alemàn), а затем, по меткому замечанию журналиста Роберто Норбейгера, «Белокурая стрела» (исп. Saeta Rubia), за светлый цвет волос и хорошую физическую форму. Болельщики даже придумали персональную кричалку для Альфредо: «Берегись! Летит Стрела! Белокурая она!» Тогда же Ди Стефано стал участником эпизода, оказавшего на него сильное влияние: его партнёр по нападению, Хосе Мануэль Морено получил камнем от болельщиков клуба «Тигре», Альфредо спросил Морено, нужна ли ему помощь, а Хосе Мануэль сказал: «Малыш, послушай меня внимательно. Если игрок вышел на поле, то он не покинет его по собственной воле, и это хорошо, потому что иначе он (как игрок) мёртв». Впоследствии Ди Стефано никогда не уходил с поля, как бы сильно его не били.

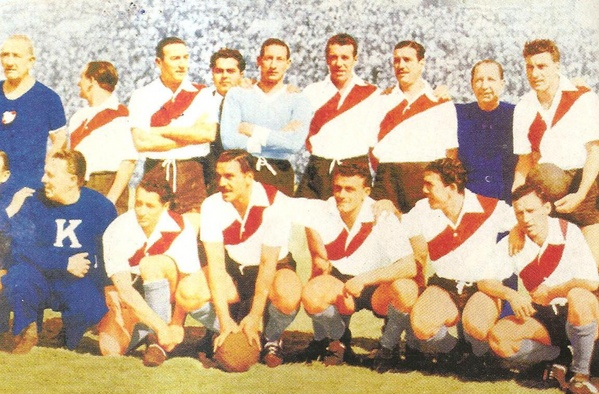
Ривер Плейт в 1947 году. Ди Стефано третий справа в нижнем ряду

В начале следующего года Ди Стефано в составе «Ривера» участвовал в первом клубном чемпионате Южной Америки. В нём команда заняла второе место, уступив лишь очко победителю, клубу «Васко да Гама». После этого турнира у Альфредо начались трения с президентом клуба, Антонио Веспусио Либерти, по поводу повышения зарплаты. 3 июня, по ходу первенства страны, в котором, на тот момент, «Ривер Плейт» проигрывал лишь очко лидеру, клубу «Расинг», в первенстве Аргентины началась забастовка профессиональных футболистов, требовавших повышения зарплат и точного исполнения контрактных обязательств. Ди Стефано был одним из самых активных участников забастовки. В том же году он поехал в составе комбинированной команды игроков «Ривера» и «Боки» на товарищеский матч со сборной бразильского штата Сан-Паулу; когда дело дошло до самой игры, игроки аргентинцев, взявшие каждый свою форму, отказались надевать форму команды, которая являлась принципиальным соперником. В результате футболисты играли в зелёной форме «Палмейраса», в чьих цветах не было ни сине-жёлто, ни бело-красного. В мае 1949 года большинством игроков был подписан договор о прекращении стачки, Альфредо и его партнёры по клубу, остались одними из немногих футболистов, кто продолжил забастовку, требуя ещё более улучшенных условий профессиональной деятельности. И тогда руководство «Ривер Плейт» было вынуждено пойти на поводу у своих игроков, повысив им зарплаты. Однако главное требование — возможность свободно переходить из клуба в клуб по окончании договора было отвергнуто. Во время благотворительной поездки в Италию, посвящённой памяти погибших игроков «Торино», Ди Стефано узнал, что Либерти, без его ведома, ведёт переговоры по трансферу в этот клуб. Когда Альфредо попросил объяснений, Либерти сказал ему: «Не нравится — можешь убираться куда угодно, хоть в Турин». После этого игроки «Ривера» собрались на совещание и, по предложению Педернеры, решили уехать в Колумбию. 9 августа 1949 года Ди Стефано инкогнито улетел в Боготу. Что любопытно, президент «Ривера», Пардо, не сделал ничего, чтобы вернуть своего ведущего игрока, он сказал: «Никто вас не держит, хотите поставить на себе крест, отправляйтесь куда угодно». Всего за 3 года в «Ривер Плейт» Альфредо провёл в клубе 72 игры и забил 53 гола.

### «Мильонариос»
Прибыв в Колумбию, Ди Стефано подписал контракт с клубом «Мильонариос». Помимо него в команду перешли Нестор Росси, Адольфо Педернера и, за год до них, Эктор Риаль, игравший за другой колумбийский клуб — «Индепендьенте Санта-Фе». Приглашая лучших игроков Южной Америки, владелец клуба, Альфредо Синьор, решал задачу популяризации футбола в стране, вследствие чего он хотел хорошо заработать, приведя заинтересовавшихся зрителей на трибуны. Кроме этого, владелец «Мильонариос» был в тесных контактах с действующей в стране властью, в частности с Альберто Камарго, которая также пользовалась популярностью футбола в политических целях. Другие колумбийские клубы также привлекли иностранных футболистов, включая игроков из Европы. При этом, футболисты приезжали в эту страну, имея действующие контракты с другими клубами, однако из-за того, что профессиональная лига Колумбии отделилась от Футбольной ассоциации страны, вследствие чего последняя была исключена из ФИФА, для клубов это не являлось проблемой, и им было разрешено участвовать в международных клубных турнирах; сами футболисты сразу были дисквалифицированы национальными федерациями.
В «Миольонариосе» Ди Стефано, вместе с Педернерой, Росси, Баэсом и Коцци создал одну из самых знаменитых, на тот момент, команд мира, которую прозвали «Голубой балет» (исп. Ballet Azul) за цвет формы и игровые качества команды. Дебют аргентинца состоялся 13 августа, в нём был обыгран «Депортиво Барранкилья» со счётом 5:0. В первом же сезоне в клубе Альфредо помог «Мильонариос» выиграть чемпионат Колумбии, ставший для «Мильонариса» первым титулом в истории. Любопытно, что к моменту прихода новичков-аргентинцев, клуб находился лишь на втором месте, но с их включением в состав, догнал лидера, «Депортиво Кали», и выиграл турнир благодаря лучшей разнице забитых и пропущенных мячей. Сам Ди Стефано провёл на поле 15 игр и забил 16 голов, один из которых 4 декабря в матче последнего тура с «Депортиво Кали», в котором его команда победила 3:2. В следующем сезоне клуб остался на втором месте: его опередил «Онсе Кальдас». Альфредо провёл на поле 29 игр и забил 23 гола, став третьим снайпером первенства.
Но уже на следующий год титул был возвращён: клуб опередил ближайшего преследователя на 11 очков, а Ди Стефано выиграл бомбардирскую гонку, забив 32 гола в 34 матчах. В октябре того же года был заключён договор между футбольными федерациями Бразилии, Аргентины, Уругвая, Перу и Колумбии, прозванный «Лимским договором», по которому все приехавшие футболисты остаются в Колумбии до 1954 года, но не могут переходить в другие команды без согласования с первоначальными клубами. Этот договор позволил клубу участвовать в международных клубных турнирах.
В 1952 году Ди Стефано добился очередного успеха: вновь был выигран титул чемпиона страны, а сам форвард стал лучшим бомбардиром, забив 19 голов в 24 матчах. Однако в Малом Кубке мира команда выступила неудачно, заняв лишь 3 место среди четырёх участников. В 1953 году Ди Стефано провёл свои последние матчи за «Мильонариос». Сначала он помог клубу выиграть Кубок Колумбии, а затем одержать победу в Малом Кубке мира, где стал лучшим бомбардиром. В финальном матче, сыгранном 19 февраля с венским «Рапидом», он забил 2 гола. В том же году Альфредо вместе с клубом участвовал в турнире, посвящённом 50-летию мадридского «Реала». В финальной игре с хозяевами поля «Мильонариос» победил со счётом 4:2, и два мяча забил Ди Стефано, который получил специальный приз лучшему игроку турнира.
В конце года «Мильонариос» провёл турне по Чили, однако Альфредо отпросился у руководства клуба домой в Буэнос-Айрес, чтобы провести время с семьёй. Однако когда пришло время возвращаться, Ди Стефано не вернулся в Колумбию, желая провести Рождество дома. В «Мильонариосе» посчитали, что форвард захочет остаться на родине, к нему даже прилетел президент колумбийского клуба, Альфонсо Сеньор, который потребовал от Ди Стефано выполнять его контрактные обязательства, однако футболист ответил отказом. Альфредо мотивировал это тем, что ему необходим отдых, и он остаётся на родине вплоть до окончания контракта. Тогда же ему стали поступать предложения из Европы: Хосеп Самитьер предложил ему перейти в «Барселону», а Эленио Эррера в мадридский «Атлетико». После этого футболист твёрдо решил, что выступать в Колумбии больше не будет. Всего за «Мильонариос» Альфредо забил 267 голов в 292 или 294 встречах (включая товарищеские матчи).

### Переход
В 1953 году Ди Стефано начал переговоры по поводу перехода в «Барселону». Президент каталонского клуба Энрик Марти и главный тренер команды Хосеп Самитьер договорились с «Ривер Плейтом» о том, что Альфредо станет игроком «сине-гранатовых» 1 января 1955 года, когда закончится его контракт с «Мильонариос», а за переход футболиста будет заплачено 4 млн песет (около 80 тыс. долларов). 23 мая Альфредо, вместе с семьёй, прибыл в Испанию. Там он даже провёл три товарищеских матча за основной состав «Барселоны». Однако во время переговоров возникла проблема: президент «Мильонариоса», Альфонсо Сеньор Кеведо, также затребовал сумму в 1, 350 млн песет (27 тыс. долларов) за футболиста, на что руководство «Барсы» сразу не пошло, посчитав цену завышенной. Причиной такого поведения стал интерес мадридского «Реала», который также желал видеть Ди Стефано в рядах своей команды. Президент «Королевского клуба», Сантьяго Бернабеу послал своего казначея, Раймундо Сапорту, который сначала приехал в Аргентину, но там он узнал о том, что Ривер уже договорился с «Барселоной». Тогда Сапорта отправился в Колумбию, где заключил контракт о переходе форварда из «Мильонариоса» на ранее предложенных условиях. Любопытно, что «Королевский клуб» первоначально не хотел подписывать аргентинского нападающего: представители клуба поехали в Колумбию для подписания договора с перуанским форвардом Валериано Лопесом, и лишь когда тот отказался, переключились на Альфредо. В результате Ди Стефано имел на руках два договора, с «Реалом» и «Барселоной». Марти, узнав о сделке между «Мильонариосом» и «Реалом», начал переговоры с туринским «Ювентусом» о перепродаже прав на форварда, чем возмутил самого Альфредо, которому о факте переговоров даже не сообщили. Итальянский клуб вскоре отказался от переговоров, до тех пор пока не поступит разъяснение от ФИФА, о том, кому же принадлежит контракт игрока.
ФИФА, для разбора сделки, назначило Армандо Муньоса Калеро, бывшего президента Испанской федерации футбола, чтобы тот разрешил спорную ситуацию между клубами. Муньос принял решение, что Ди Стефано сыграет за «Реал» в сезонах 1953/54 и 1955/56, а за «Барсу» сезонах в 1954/55 и 1956/57. Договор был одобрен правительством Испании, внимательно следившим за переговорами, и руководством обоих клубов. Однако владельцы «Барселоны» и болельщики не одобрили этого решения, из-за чего 22 сентября 1953 года Марти был уволен. А каталонцы продали свою долю контракта аргентинца «Королевскому клубу» за 4 млн песет. В общей сложности за переход игрока «Реалом» было заплачено 5,5 млн песет. Кроме этого, клуб выплатил 1,350 млн песет самому игроку, 650 тыс. песо в год, плюс 16 тыс. песет заработной платы в месяц, а премиальные у футболиста стали в два раза выше, чем у его партнёров по команде.

### Выступления за «Реал»
Когда я только перешёл в «Реал», команда 23 года не побеждала в национальном первенстве. Это было похоже на новую закладку истории клуба. Однако не один я способствовал успехам «Реала», а вся команда. Были спортивное везение, энтузиазм и прекрасные болельщики. Футболисты также были очень сильны, и мы все считались звёздами. Нас везде ждали люди, и это было нечто невероятное.
Из-за разбирательств по случаю его трансфера, Ди Стефано был вынужден не выступать на протяжении семи месяцев. Лишь 23 сентября 1953 года он дебютировал в составе «Реала» в матче с французским клубом «Нанси», в котором его команда проиграла 2:4, однако сам игрок, который ещё даже не набрал форму и весил 82 кг, забил второй гол мадридцев в матче ударом головой: «Никогда не забуду эту дату. Разогревался я под грохот поезда. Мы ехали ночью с моей женой Сарой и моими маленькими дочками — Нанетт и Сильваной. Мне было всё равно, хорошо я себя чувствую или плохо, надо было играть — и я играл. Я должен был как можно скорее оправдать доверие, которое мне оказали. Я всегда прекрасно знал, что в футболе нужно работать ради того, кто платит за вход на стадион. Публика — лучший тренер. Она — убирает тебя с поля и она же ставит тебя играть». Несмотря на это, своим дебютом футболист доволен не был. Через четыре дня он дебютировал в чемпионате Испании в матче с «Расингом» и вновь забил, поразив ворота соперника на 56 минуте встречи. Две недели спустя Альфредо оформил «дубль» в матче со своим несостоявшимся клубом, «Барселоной», а его команда победила со счётом 5:0. Всего за сезон Ди Стефано забил 29 мячей, став в первом же сезоне лучшим бомбардиром первенства. «Реал» же выиграл чемпионат страны, сделав это впервые за 21 год. В том же году, за три месяца до Альфредо, в клуб пришёл Пако Хенто. По окончании сезона Сантьяго Бернабеу, недовольный игрой этого футболиста, захотел его поменять на Франсиско Эспину из «Расинга». Однако Бернабеу спросил совета у Ди Стефано по поводу этого перехода. Альфредо в ответ сказал, что верит в талант Хенто, и что тот не показывает высокого уровня игры из-за своего возраста. Сантьяго поверил Ди Стефано и оставил молодого игрока в команде. Впоследствии Хенто стал одним из лучших крайних форвардов Европы. В начале следующего сезона, при непосредственном участии Ди Стефано, в «Реал» перешёл его бывший партнёр по «Мильонариосу» и соотечественник Эктор Риаль: Альфредо посоветовал Бернабеу, искавшего игрока на позицию нападающего, Риаля. Более того, когда Эктор послал письмом свои требования о заработной плате, Ди Стефано они показались недостаточно большими, и он самостоятельно исправил сумму с 200 на 250 тысяч песет. Эти два футболиста стали лучшими бомбардирами команды, на двоих забив более половины голов «Реала» за сезон. Клуб во второй раз подряд одержал победу в чемпионате страны, а также победил в Латинском кубке.

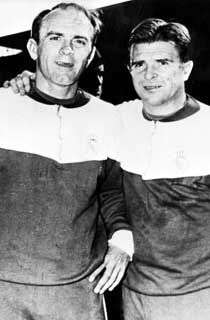
Ди Стефано и Ференц Пушкаш

В сезоне 1955/56 Ди Стефано во второй раз стал лучшим бомбардиром чемпионата, забив 24 гола. Однако его клуб занял в первенстве лишь 3 место, уступив «Барселоне» и «Атлетику». Зато «Реал» одержал победу в первом розыгрыше Кубка европейских чемпионов. В матчах турнира Альфредо забил 5 голов, один из которых в финале с «Реймсом», где он смог пройти со своей половины поля и забить мяч, ставший первым в матче его команды. В этой же игре Альфредо проявил себя мастером организации игры, а клуб показал свою силу всей Европе. Габриэль Ано, журналист и автор концепции клубных международных турниров в Европе, написал после игры: «Ди Стефано — самый ценный игрок, какого мне когда-либо приходилось видеть, чрезвычайно хорош и в атаке, и в обороне. Он полностью затмил нашего Копа…». В том же году впервые была учреждена самая престижная индивидуальная награда в европейском футболе — Золотой мяч; Ди Стефано являлся одним из главных претендентов на эту награду и в итоге занял в опросе второе место, уступив лишь три голоса победителю, Стэнли Мэттьюзу.

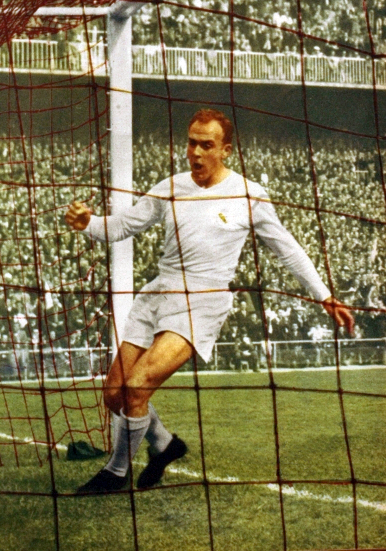
Ди Стефано забивает гол

Перед сезоном 1956/57 в «Реал» перешла главная звезда «Реймса» Раймон Копа; этот футболист также, как и Альфредо, действовал на позиции центрального нападающего. Но из-за того, что Ди Стефано уже стал в команде непререкаемым авторитетом, был вынужден играть на правом краю атаки. В чемпионате «Королевский клуб» занял первое место, более того, он забил больше всех, а пропустил меньше всех голов. Сам Альфредо во второй раз подряд выиграл титул лучшего бомбардира чемпионата с 31 забитым мячом; по количеству голов за сезон этот результат стал четвёртым во всей истории розыгрышей испанского чемпионата. Также в сезоне Ди Стефано стал лучшим бомбардиром Кубка чемпионов с семью голами, более того, по ходу турнира аргентинец поражал ворота всех соперников мадридского клуба, включая «дубли» в матчах с венским «Рапидом» и французской «Ниццей». В той же встрече с «Ниццей», Ди Стефано впервые занял позицию «под нападающими», при чём это было исключительно его решение; главный тренер команды, Хосе Вильялонга, сказал своему футболисту, что тот провёл свой лучший матч за время его работы в «Королевском клубе». Также Альфредо забил и в финале, реализовав пенальти в матче с «Фиорентиной»: этот гол стал во встрече победным. В опросе на «Золотой мяч» Ди Стефано не было равных: он набрал 72 очка, на 53 пункта опередив занявшего второе место Билли Райта.
В сезоне 1957/58 «Реал» возглавил новый тренер, Луис Карнилья, который был приглашён после того, как Бернабеу получил от Ди Стефано положительную рекомендацию о его тренерском таланте. Также был куплен Хосе Сантамария, центральный защитник. В чемпионате «Королевский клуб» вновь занял первое место, на три очка опередив ближайшего преследователя — мадридский «Атлетико». Ди Стефано провёл все 30 матчей чемпионата, в которых забил 19 голов, вновь став лучшим бомбардиром чемпионата. Также была одержана победа в Кубке чемпионов. В первом же матче этого розыгрыша турнира, Ди Стефано забил два гола, поразив ворота бельгийского «Антверпена». В четвертьфинале Альфредо вновь был очень результативен — он забил 4 мяча в первой встрече с «Севильей», а в полуфинале сделал хет-трик в матче с «Вашашем». Также Ди Стефано забил гол в финальной игре против «Милана». Всего за турнир Альфредо забил 10 голов, став лучшим бомбардиром соревнования.
Летом 1958 года в «Реал» перешёл Ференц Пушкаш, центральный нападающий из Венгрии. Пушкаш и Ди Стефано с первых матчей начали дополнять друг друга: Ференц имел большой опыт игры вместе с оттянутым форвардом — Нандор Хидегкути играл на этой позиции в сборной Венгрии. В чемпионате «Реал» занял второе место, несмотря на 21 мяч Пушкаша и 23 гола Ди Стефано, который вновь стал лучшим бомбардиром испанского первенства. Но «Королевский клуб» в четвёртый раз подряд выиграл Кубок европейских чемпионов. Альфредо вновь забил в финальной игре, но лучшим его матчем стала вторая четвертьфинальная встреча с венским «Рапидом», где аргентинец забил 4 гола. По окончании сезона Ди Стефано получил свой второй «Золотой мяч» лучшему игроку в Европе, набрав рекордные на тот момент 80 очков.
И в следующем сезоне «Реал» остался на втором месте, вновь уступив «Барселоне». Ди Стефано провёл в чемпионате 23 матча и забил 12 голов. Но зато клуб «отомстил» этой команде в Кубке чемпионов: в полуфинале «Королевский клуб» дважды обыграл «сине-гранатовых» по 3:1, при этом в первой игре Альфредо забил два гола. А в финальной игре Ди Стефано сделал хет-трик, и помог своей команде обыграть франкфуртский «Айнтрахт» со счётом 7:3. Всего в Кубке чемпионов Альфредо забил 8 голов, уступив лишь партнёру по команде, Ференцу Пушкашу, который забил 12 раз. В том же году прошёл первый розыгрыш Межконтинентального кубка, в нём «Реал», сыграв первый матч в нулевую ничью, обыграл «Пеньяроль» со счётом 5:1; один из мячей забил Ди Стефано. В опросе на «Золотой мяч» Альфредо занял 4 место.
В том же сезоне в клуб пришёл лучший игрок чемпионата мира 1958 Диди. Этого футболиста лично желал видеть в своих рядах Сантьяго Бернабеу. Поклонники клуб и пресса восторженно приветствовали новичка, что не понравилось Ди Стефано и Пушкашу. Более того, бразилец стал получать самую высокую заработную плату среди всех игроков. Тогда Альфредо и Ференц пошли на сговор: они специально не пасовали Диди, даже если он находился в гораздо более выгодной позиции, фактически, они просто игнорировали полузащитника на поле. Диди провёл лишь один сезон в «Реале», после чего вернулся в Бразилию. Сам Альфредо по поводу бразильца сказал так: «Никто не сомневался в его высочайшей технике, в изяществе обращения с мячом, но мы больше нуждались в игроке-разрушителе, волнорезе при атаках соперника, а он меньше всего подходил на эту роль. Диди — игрок паса, с которого начинаются атакующие действия. Он мастер завязывать атаки, а не вести черновую работу. Не смог он адаптироваться и к более быстрому ритму испанских клубов». Однако, очень известной стала другая фраза Альфредо, которую он, правда, никогда не подтверждал: «Ты слишком стар и медлителен, чтобы заменить меня». Любопытно, что когда Диди прощался с игроками команды, он пожал руку всем, кроме Ди Стефано, а выходя из помещения крикнул ему: «А с тобой мы ещё встретимся в Чили!», на что получил ответ: «А ты не поедешь ни в какое Чили. Ты стар, твоей карьере конец». Уже после отъезда бразильца, жена Диди назвала Альфредо и ещё несколько игроков «Реала» расистами. Также Ди Стефано поспособствовал тому, что в клуб не пришёл в роли главного тренера Эленио Эррера. Когда Бернабеу спросил у Альфредо, что тот думает об этом тренере, которого он хотел пригласить в королевский клуб, тот ответил: «Я сомневаюсь, что мы сумеем подстроиться под его концепцию игры. По-моему, лучше менее известный тренер, чем слишком хорошо известный. „Реал“ — такая команда, что и без такого именитого тренера способна стать чемпионом».

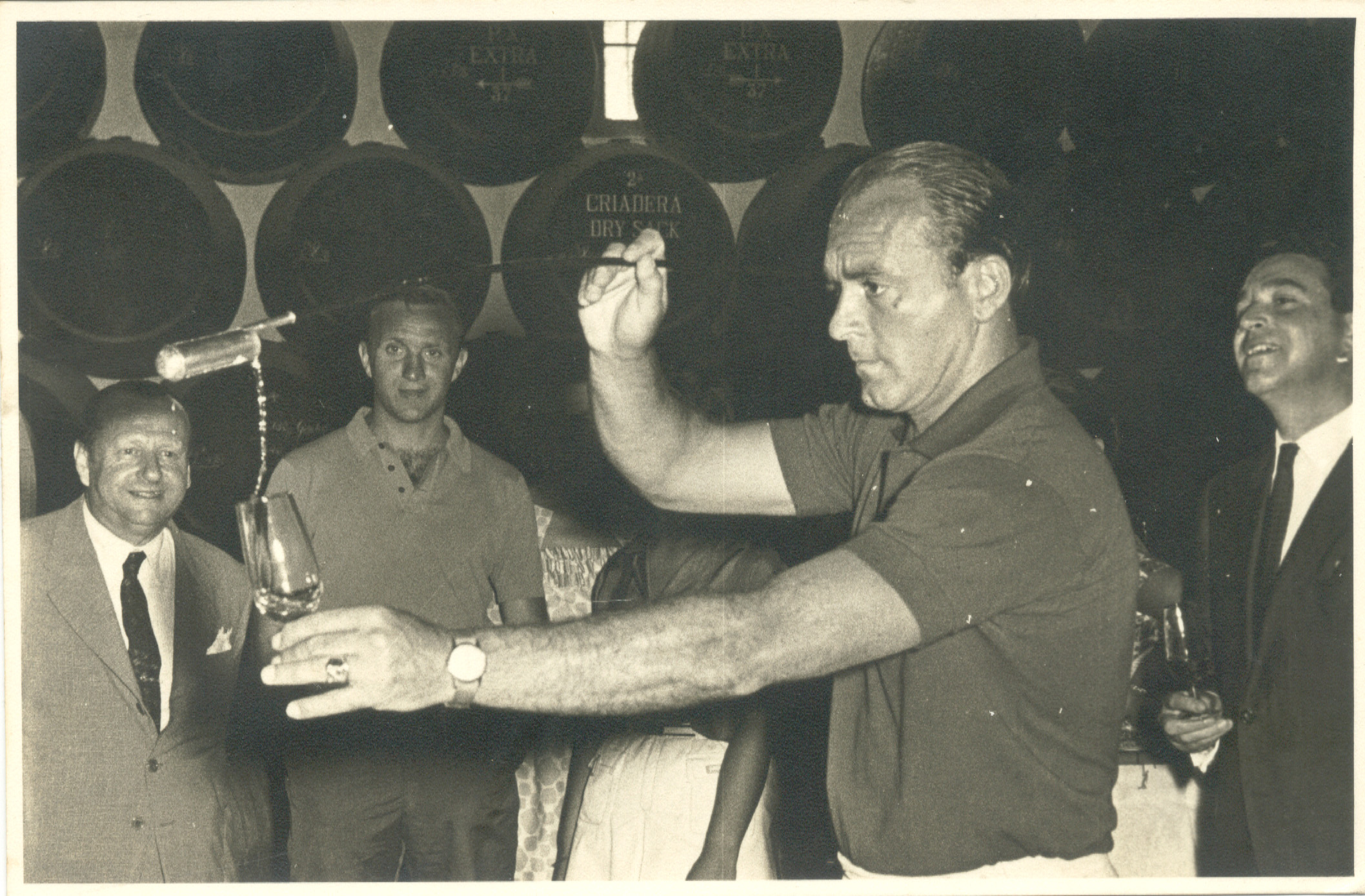
Ди Стефано в 1963 году

В сезоне 1960/61 «Реал» медленно пошёл на спад. В первом же туре розыгрыша Кубка чемпионов «Королевский клуб» оказался побеждён «Барселоной». Первая игра завершилась вничью 2:2, причём Луис Суарес, игрок «Барсы», забил второй гол из офсайда. А в ответной игре каталонцы победили 2:1, а «Реалу» не засчитали три гола; на банкете после матча футболисты «Реала», в числе которых был и Ди Стефано, окружили арбитра встречи, Рэга Лифа, и тот был вынужден сбежать. А в чемпионате страны мадридцы выступили очень уверенно: они заняли первое место, набрав на 12 очков больше ближайшего преследователя — «Атлетико». Клуб забил 82 гола, из которых 21 мяч на счету Альфредо, занявшего второе место в бомбардирском «споре», позади одноклубника Пушкаша. В опросе на «Золотой мяч» Ди Стефано оказался на шестом месте. Несмотря на уверенную игру Альфредо, ему начали подыскивать замену, сначала в лице Пепильо, а затем Агне Симонссона. Особенно Ди Стефано был недоволен приходом шведа и смог, благодаря своему влиянию на команду, вытеснить футболиста из «Реала», сам же Альфредо утверждал, что тот просто неудачно играл в составе команды.
Летом 1961 года из клуба собрался уходить бразилец Канарио. После этого, Ди Стефано пришёл к Сантьяго Бернабеу и сказал, что этому футболисту необходима замена. По его мнению, этим игроком должен был стать Хусто Техада, попросивший «замолвить за него словечко». Вскоре этот игрок был куплен у «Барселоны». В этом же сезоне «Королевский клуб» дошёл до финала Кубка чемпионов, где проиграл «Бенфике» со счётом 3:5. На Ди Стефано в этой игре не был назначен явный пенальти, так как судья посчитал, что тот мог ударить по мячу, но решил упасть. Также Альфредо поучаствовал в четвёртом голе португальцев: после рикошета от его ноги, мяч залетел в ворота. По ходу розыгрыша этого турнира Альфредо забил 7 голов, вновь став лучшим бомбардиром соревнования, три из которых в матче с «Болдклуббен 1913». Помимо него, ещё несколько игроков забили по 7 голов, среди которых был и Техада. В этом году Альфредо впервые в своей карьере он добился победы в Кубке Испании. В чемпионате также продолжилась гегемония мадридцев — клуб вновь уверенно занял первое место. То же самое произошло и год спустя: клуб снова стал лучшим в Испании. Однако на европейской арене команде уже в первом круге неожиданно уступила «Андерлехту». Сам Ди Стефано забивал регулярно, однако провёл за сезон лишь 24 игры, чему помешали травмы.
В сезоне 1963/64 Реал дошёл до финала Кубка чемпионов. По ходу розыгрыша трофея мадридцы смогли обыграть «Милан», который победил в прошлом сезоне. Однако в финале команду постигла неудача — их победил другой миланский клуб, «Интер», эта встреча стала последней для аргентинца в составе «Реала». В розыгрыше этого турнира Ди Стефано забил 5 голов, последний в полуфинальной игре с «Цюрихом»; этот мяч стал 49-м, забитым Альфредо в розыгрыше Кубка чемпионов, что долгое время являлось рекордом и было превзойдено лишь в 2000-е годы. В чемпионате страны Ди Стефано забил 11 голов, а его клуб в четвёртый раз подряд стал лучшим в Испании. По окончании сезона Альфредо получил от Сантьяго Бернабеу медицинское заключение, в котором указывалось, что форвард, из-за травмы позвоночника, уже не мог проводить на поле по 90 минут. Ди Стефано посчитал это фальсификацией и разорвал контракт с клубом, который заканчивался только через год. Одной из причин такого поведения Бернабеу назывались сами действия Ди Стефано: якобы после матча с «Интером» Альфредо обвинил главного тренера команды, Мигеля Муньоса, в устаревших методах работы, а Бернабеу решил встать на сторону тренера.
Всего за «Королевский клуб» Альфредо провёл 396 игр и забил 307 голов. Его рекорд по количеству мячей за «Реал» продержался вплоть до 15 февраля 2009 года, когда его побил Рауль.

### Похищение
В августе 1963 года «Реал» совершал турне по Южной Америке. 25 августа, когда команда находилась в Каракасе, Альфредо был похищен. К нему в гостиничный номер вошли четверо неизвестных, завязали глаза, надели на него тёмные очки и, выведя из здания, усадили в машину. Ди Стефано привезли в дом, где его встретил Максимо Каналес, 19-летний лидер Вооружённых сил национального освобождения Венесуэлы, впоследствии известный под своим настоящим именем Пауль дель Рио как скульптор и художник-модернист. Каналес объяснил похищение (названное «операцией Гримау» в честь казнённого франкистскими властями испанского коммуниста) желанием привлечь внимание мировой общественности к положению в стране, о чём они сообщили представителям испанской сборной, а также супруге Ди Стефано, которую посредством телеграммы уверили, что ей не о чём волноваться. Альфредо находился у него двое суток, а после этого был отвезён в центр города и отпущен.

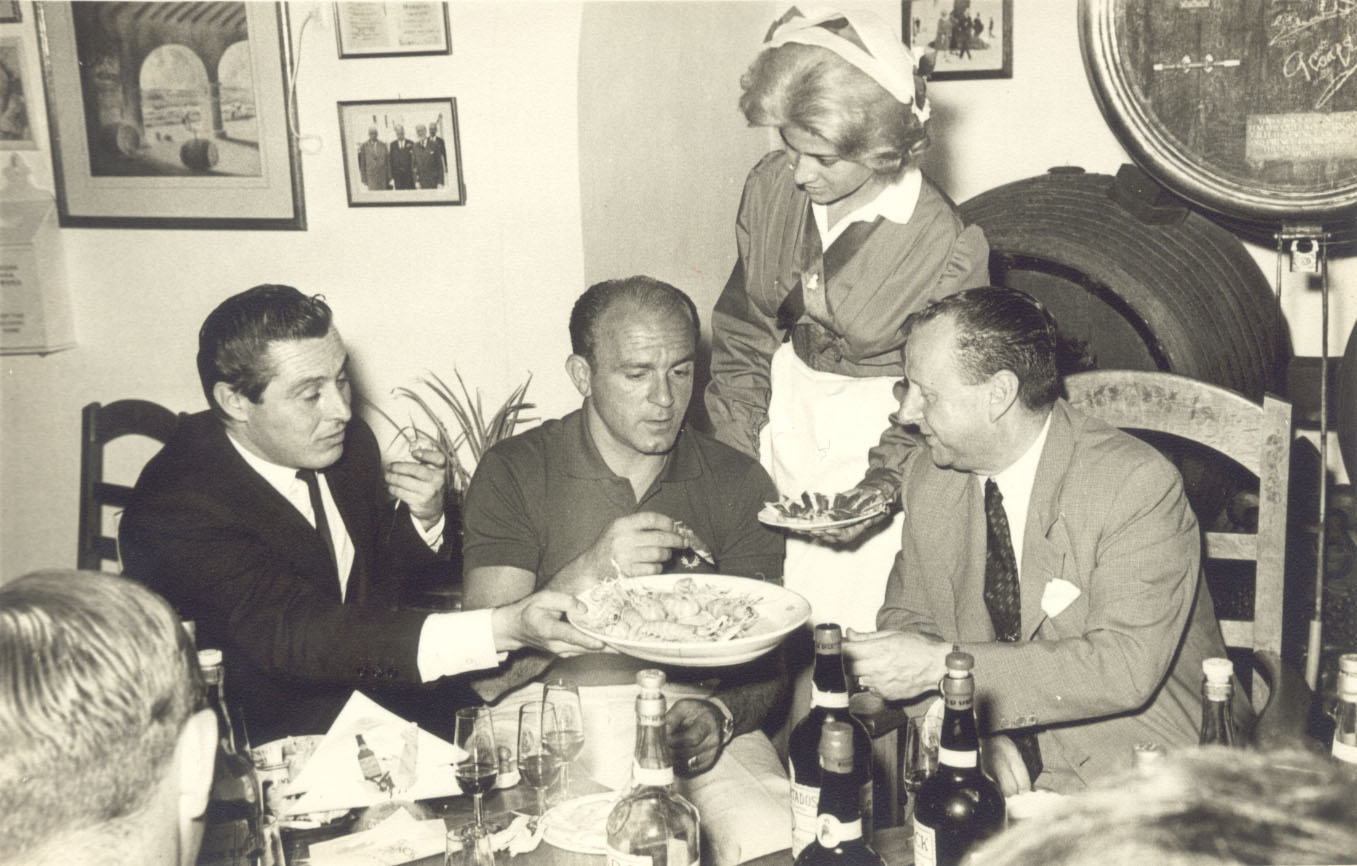
Ди Стефано на винной фирме Williams & Humbert Ltd.

Мне дали сок и две пачки сигарет. И снова в машину. Привезли меня в квартиру, которая, судя по шуму, должна была находиться где-то в центре города. Меня заперли в крошечной комнате, без кровати. Рядом всегда был мужчина, который охранял меня, днём и ночью. Он засыпал, и мне приходилось будить его и говорить: «Кто из нас кого сторожит, Вы или я?». В первую ночь пришли ещё трое с автоматами. Я не спал. Я садился и убивал время, глядя на белые ботинки. Думал, что они собираются расправиться со мной, что они собираются убить меня. Моя голова сдалась раньше моего тела, я думал о том, что они могут выстрелить в любой момент. Мы находились на первом этаже и у меня было искушение выскочить из окна. Три дня, семьдесят часов я провёл взаперти. Они хорошо обращались со мной. Говорили, что студенты. Уже потом я понял, что они были из Фронта Национального Освобождения. Я играл в шашки, шахматы. Мне включали радио. Давали читать газеты. Они мне даже предлагали паэлью, но я ел только хот-доги. От страха у меня сжимался желудок. На утро третьего дня я понял, что меня освободят. Я переоделся, мне дали шляпу, чтобы меня не узнали. Попросил, чтобы меня высадили недалеко от Посольства Испании, и там взял такси. Я пообещал, что никогда не скажу ничего против них. Когда я пришёл в Посольство, то увидел табличку: «Открыто с 10 до 2». Было 2.15. Я держал палец на звонке, пока мне не открыли.

### «Эспаньол»
После ухода из «Реала» Сантьяго Бернабеу предложил Альфредо завершить карьеру и войти в тренерский штаб клуба, однако форвард отказался. Это очень разозлило президента команды, заявившего, что пока он жив, «ноги Ди Стефано в клубе не будет».
Альфредо ушёл в каталонский «Эспаньол», желая продолжить соперничество с вечным противником «Реала», «Барселоной», для которой второй каталонский клуб являлся соперником номер два. Одновременно Альфредо было предложено занять пост играющего тренера команды, благо к тому времени футболист уже имел тренерскую лицензию, однако Ди Стефано отказался. Он не желал рисковать своей тренерской репутацией, которая могла пошатнуться из-за каких-то неудачных действий Альфредо-игрока на поле. Тем более руководил клубом его старый соперник по «Барселоне», Ладислао Кубала. Приходя в «Эспаньол», Ди Стефано думал, что он будет в состоянии привести середняка чемпионата Испании на высокие позиции в Лиге. Однако у него не получилось: клуб занял 11 место в 1965 году, а на следующий сезон остался на 12 месте. За два сезона в этом клубе Альфредо забил лишь 14 голов. После чего принял решение завершить карьеру.
7 июня 1967 года, в присутствии 130 тыс. зрителей, Ди Стефано провёл свой прощальный матч. В нём «Реал» противостоял шотландскому «Селтику». На 13-й минуте Альфредо, вышедший на поле с капитанской повязкой, передал её Рамону Гроссо и под аплодисменты зрителей покинул поле.

## Игра в национальных сборных
Ди Стефано выступал за три национальные сборные — Аргентины, Колумбии и Испании.

### Сборная Аргентины

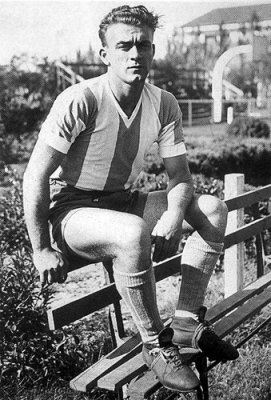
Ди Стефано в форме сборной Аргентины

Впервые в состав национальной команды Альфредо был вызван в 1947 году, когда ему был 21 год. Главный тренер сборной Аргентины, Гильермо Стабиле, призвал молодого игрока для участия в чемпионате Южной Америки в качестве замены центрального нападающего команды, Рене Понтони. 4 декабря 1947 года Ди Стефано дебютировал в футболке «Альбиселесты» в матче против команды Боливии, заменив после перерыва травмировавшегося Понтони. Уже на 62-й минуте встречи он забил мяч, а всего аргентинцы забили во встрече семь безответных голов. В следующей игре, с Перу, Альфредо вышел уже в стартовом составе и забил мяч, а его команда победила 3:2. Во всех последующих матчах, несмотря на выздоровевшего Понтони, Ди Стефано выходил в стартовом составе команды, за исключением решающей игры, в котором он вышел на замену. В игре против Уругвая, в которой решалась судьба чемпионского титула, Альфредо появился на поле на 69-й минуте встречи и сделал голевой пас, после которого Феликс Лоустау сделал окончательный счёт встречи — 3:1, принеся золотые медали аргентинской сборной. В шести играх на турнире Ди Стефано забил шесть голов, включая матч с Колумбией 18 декабря, в котором он забил три гола. Эти шесть мячей позволили Альфредо, вместе с ещё двумя футболистами, занять второе место в списке лучших бомбардиров соревнования. Матчи в чемпионате Южной Америки оказались единственными, в которых Альфредо играл за национальную команду Аргентины.

### Сборная Колумбии
Уехав в Колумбию, Ди Стефано стал выступать за национальную команду этой страны. Так как Футбольная ассоциация была исключена из ФИФА, колумбийская сборная могла играть лишь товарищеские встречи, которые не признавались официальными. За эту команду Альфредо сыграл 4 матча в 1949 году (в некоторых источниках упоминается, что за сборную Колумбии он сыграл 2 игры в 1951 году). Позже, вспоминая о периоде в Колумбии, Ди Стефано даже не помнил, когда и с кем провёл эти игры, однако ранее он говорил, что свой лучший матч за период в Колумбии он провёл в декабре 1950 года за сборную страны против команды Венгрии, являвшегося прощальным матчем Адольфо Педернеры.

### Сборная Испании
Возможность выступать за сборную Испании Ди Стефано получил с получением испанского подданства в октябре 1956 года. И спустя 3 месяца, 30 января 1957 года, он дебютировал в составе национальной команды в матче с Нидерландами, в которой его команда победила 5:1, а сам Альфредо сделал хет-трик. А в третьей игре за сборную Испании Ди Стефано забил два гола, поразив ворота Бельгии. В том же году команда участвовала в отборочных встречах к чемпионату мира 1958, но заняла в группе лишь второе место.
В 1960 году Испания принимала участие в чемпионате Европы. В отборочных встречах с Польшей команда в обоих матчах, во многом благодаря Ди Стефано, забившему в гостевой встрече два, а в домашней один гол, добилась побед. В четвертьфинале испанцам должна была противостоять сборная СССР, однако по политическим причинам правительство Испании отказало сборной в поездке в Советский Союз, и, без борьбы, в полуфинал вышла советская команда.
24 июля 1960 года Ди Стефано провёл в Буэнос-Айресе матч против сборной своей родины. В нём испанцы проиграли 0:2.
На следующий год Ди Стефано помог своей национальной команде попасть на чемпионат мира, забив в 4 сыгранных отборочных матчах (против Уэльса и Марокко) два гола. Он попал в заявку и в финальную часть турнира, однако участия в матчах не принимал. Официальной версией считалось, что у Альфредо была травма спины. Он действительно не смог доиграть матч против клуба «Оснабрюк» из-за травмы седалищного нерва. По неофициальной версии у Ди Стефано и главного тренера команды, Эленио Эрреры, случился конфликт, из-за которого форвард перестал попадать в стартовый состав национальной сборной. Сам футболист утверждал, что у него была травма спины, с которой он играть всё-таки мог, но из-за чрезмерных усилий Эрреры по подготовке к турниру (в частности он заставлял потреблять множество таблеток, а также ежедневно есть апельсины и яблоки) он усугубил травму, вплоть до невозможности выхода на поле.
10 декабря 1961 года Ди Стефано провёл последний матч за сборную Испании, в нём его команда сыграла вничью 1:1 со Францией. Всего за сборную Альфредо провёл 31 матч и забил 23 гола.

### Прочие команды
Также Ди Стефано сыграл один матч за сборную мира. В нём мировые звёзды встречались с национальной командой Англии, по поводу столетия футбольной ассоциации Англии, и проиграли 1:2. Этот матч был первым, в котором играла сборная мира. А Ди Стефано, выбранный капитаном команды, вошёл в историю, как первый капитан сборной мировых звёзд.
Одну встречу Альфредо провёл за сборную Каталонии. В ней команда Ди Стефано победила итальянскую «Болонью» со счётом 6:2.

## Стиль игры
Кто этот человек? Он получает пас от вратаря, он говорит защитникам, что они должны делать, где бы он не находился на поле, он готов принять мяч, вы можете увидеть его влияние на всё, что происходит на поле…Я никогда не видел такого полноценного футболиста. Это было, будто бы он создал свой собственный командный центр в самом сердце игры. Он был также силён, как и тонок. Сочетание его качеств завораживало…

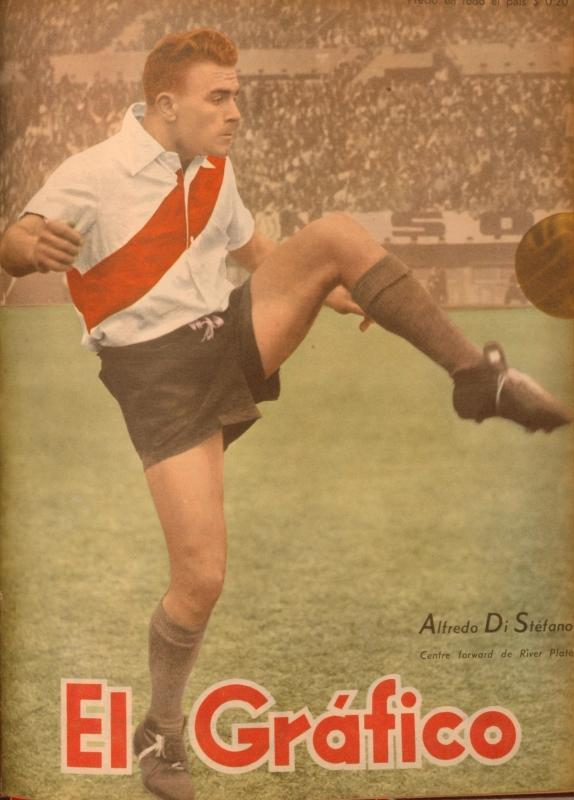
Ди Стефано на обложке журнала El Gráfico

Ди Стефано стал одним из первых центрфорвардов, которые не обладая внушительными габаритами и силовой манерой игры, выступали на этой позиции. При этом, Альфредо не ограничивался ролью голеадора: он часто организовывал атаки, для чего ему приходилось отходить «вглубь» поля, регулярно появлялся на флангах, используя всю ширину поля, для того, чтобы ассистировать партнёрам: «Как центрфорвард, я всё время в движении: вперёд, назад, в сторону. Я стараюсь не застывать на одной позиции, чтобы не давать защитнику возможности всё время держать меня в поле зрения. А может, пытаюсь не мешаться другим нападающим. А может, предвижу, что будет дальше, и бросаюсь на помощь следующему игроку, у которого окажется мяч…». Обычным для него было сначала помочь защитникам своей команды отобрать мяч у соперника, затем начать атаку со своей половины поля, «разогнать» её и завершить либо ударом по воротам, либо голевым пасом.
Но действительно новаторской футбольной идеей Ди Стефано была помощь партнёрам по обороне. До него никто из нападающих не возвращался назад, чтобы отнять мяч или начать прессинг. Альфредо стал первым, кто действительно помогал защитникам. По его собственным словам: «Не вижу ничего ужасного в том, чтобы прийти на место центрхава или защитника и подстраховать партнёра, которому пришлось покинуть своё место. Мы все — футболисты, а значит, каждый из нас должен уметь играть на всех одиннадцати позициях». Эта манера игры Ди Стефано, который в один момент был нападающим, в другой — крайним полузащитником, а в третий — игроком обороны, стала прообразом тотального футбола. В одном из матчей Ди Стефано даже сыграл на позиции вратаря: 31 июля 1949 года в матче «Ривер Плейт» и «Боки Хуниорс», из-за травмы Амадео Каррисо, Альфредо на шесть последних минут встречи встал в ворота и смог не пропустить ни одного мяча; встреча завершилась победой «Ривера» 1:0. Любопытно, что несколько позже он сам сказал, что был вратарём 15 минут, причём голкипер команды смог вернуться по ходу встречи, а матч его клуб выиграл 2:1.
Одной из исключительных особенностей Ди Стефано являлись его физические кондиции. Ещё будучи молодым игроком, Альфредо после тренировок бегал по улицам Буэнос-Айреса, благодаря чему у него выработалась чрезвычайная выносливость. Эта тяга к повышению своих игровых качеств проявлялась во всём: Альфредо чрезвычайно много тренировался, даже будучи больным выходил на игры, постоянно совершенствовал свою технику обращения с мячом и удары по воротам. Также Ди Стефано выделялся тем, что был «двуногим» футболистом, то есть мог одинаково хорошо бить по мячу, как с левой, так и с правой ноги; по собственному признанию Альфредо он научился этому ещё в детстве: «Я был правшой, но мой отец не позволял мне играть, пока у меня не стал удаваться хороший удар и с левой ноги».
Однако у Альфредо были и отрицательные черты. В частности он всегда стремился быть самой яркой звездой на поле и лидером команды, не поступаясь ни чем. Когда на статус главной звезды клуба стал претендовать Диди, лучший игрок чемпионата мира 1958, Альфредо сделал всё, чтобы команда не играла на полузащитника. А Ференц Пушкаш был вынужден подстроить свой стиль игры под игру Ди Стефано.

## Тренерская карьера

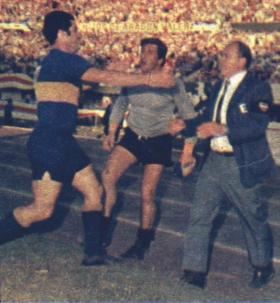
Ди Стефано радуется ничьей, принёсший «Боке Хуниорс» победу в чемпионате Аргентины

Завершив карьеру игрока, Альфредо стал тренером. Первой его командой стал клуб «Эльче», который он возглавил в 1967 году. В своём первом матче в качестве тренера Ди Стефано противостояла его последняя команда в качестве игрока — «Эспаньол»; встреча завершилась вничью 1:1. В октябре-ноябре у Альфредо начали портиться отношения с руководством клуба, которое было недовольно серией из семи подряд поражений. После проигрыша со счётом 0:5 31 декабря от «Реал Сосьедада», вследствие чего клуб опустился на последнее место в турнирной таблице, Ди Стефано был уволен. На посту главного тренера его сменил Фернандо Даучик, который смог спасти клуб от вылета во второй дивизион.
В конце 1968 года Ди Стефано вернулся в Аргентину. В начале следующего года он принял руководство клубом «Бока Хуниорс», чей тренер, Хосе Д’Амико подал в отставку. Любопытно, что этот клуб звал Альфредо на должность главного тренера ещё в июле 1968 года, но он отказал аргентинцам. В Метрополитано клуб занял первое место в зоне А. По ходу турнира главный тренер много экспериментировал с составом, например отправил в запас ветерана Антонио Раттина и ввёл в основу Орландо Медину. В полуфинале турнира, сыграв вничью с бывшим клубом Ди Стефано, «Ривер Плейтом», «Бока» завершила свои выступления, благодаря большему количеству мячей, забитых «миллионерами» на групповой стадии. После этого поражения, Альфредо несколько видоизменил игру команды, в частности, ввёл в состав молодых Рамона Понсе и Николаса Новелло, заменил в воротах кумира болельщиков клуба, Антонио Рому на Рубена Санчеса, а также перевёл на место центрального нападающего Норберто Мадургу. Клуб начал чемпионат с 11-ти побед и одной ничьи в 12 матчах. Затем последовали несколько неудачных матчей, в результате клуб подошёл к последней игре с разницей в два очка от ближайшего преследователя. Этим преследователем оказался «Ривер Плейт», с которым «Боке» и предстояло встречаться; матч завершился вничью (два гола забил Мадурга), благодаря чему клуб выиграл титул чемпиона страны. В том же году «Хуниорс» выиграли и второй национальный трофей, выиграв первый розыгрыш Кубка Аргентины, где в двух матчах обыграл «Атланту» с общим счётом 3:2.
В 1970 году, по семейным обстоятельствам, Ди Стефано решил возвратиться обратно в Испанию. Летом того же года он возглавил местную «Валенсию». В клубе ему стал помогать Амадео Ибаньес, который в течение 16 лет выступал за «летучих мышей». В первом официальном матче под руководством Альфредо, его клуб проиграл мадридскому «Реалу» со счётом 0:2, но уже во втором матче был разгромлен «Лас Пальмас» со счётом 5:1. Но в третьем туре клуб снова проиграл, уступив «Севилье», а затем сыграв вничью с «Гранадой» и «Реал Сосьедадом». Но затем положение выправилось: клуб одержал в 6 матчах 5 побед, включая выигрыш у «Барселоны», и к середине чемпионата обосновался на 15 месте. В марте команда, ещё не проигрывавшая во втором круге и находившаяся на первом месте, была разгромлена «Атлетико Мадрид» со счётом 3:0, что позволило «матрасникам» потеснить «летучих мышей» с лидирующей позиции. Но уже в следующем туре «Валенсия» вернулась на первое место. Эту позицию клуб не оставил до конца турнира, несмотря на то, что проиграл в последнем туре «Эспаньолу» и набрал одинаковое количество очков с «Барселоной». Выигрыш чемпионата Испании стал четвёртым в истории клуба, при чём последнее подобное достижение датировалось лишь 1947 годом, кода Альфредо ещё начинал свою футбольную карьеру. В том же году клуб Ди Стефано дошёл до финала Кубка Испании, где в дополнительное время проиграл Барселоне со счётом 3:4. Команда Альфредо делала ставку в основном на оборону: главными в ней были голкипер Абелардо Гонсалес и центральный защитник, который благодаря игре в этом сезоне попал в сборную Испании, Хуан Крус Соль. Также клуб участвовал в Кубке ярмарок, но там проиграл уже во втором круге.
В сезоне 1971/72 «Валенсия» вновь начала сезон неудачно, сыграв вничью с «Эспаньолом» и «Лас Пальмасом», но затем стала побеждать и после пятого тура заняла второе место в первенстве позади мадридского «Реала». После 10 тура клубы имели одинаковое количество очков; в следующем туре «Реал» сыграл вничью с «Барселоной», но «Валенсия», имевшая возможность зайти на первое место, проиграла со счётом 0:1 «Гранаде». Большую часть сезона клуб оставался на втором месте, пока после 26 тура не уступил вторую строчку «Барселоне». Лишь в 33 туре, после поражения каталонцев от «Кордовы», «летучие мыши» возвратились на второе место, на котором, в результате и финишировали, уступив два очка «Реалу». Также, во второй год подряд, клуб достиг полуфинала Кубка Испании. При чём «Валенсия» в полуфинале турнира смогла одолеть, с общим счётом 1:0, мадридский «Реал». Однако в финале команда уступила мадридскому «Атлетико» 1:2. В Кубке чемпионов «Валенсия» вылетела уже после второго раунда турнира. В последующие два сезона выступления клуба пошли на спад. В 1973 году валенсианцы заняли только 6 место в чемпионате, вылетели во втором раунде Кубка УЕФА и проиграли в 1/8 Кубка Испании. Причиной неудач стал очень большой травматизм футболистов — 18 игроков «летучих мышей» по ходу сезона побывали в лазарете команды. В сезоне 1973/74 валенсианцы вообще стали десятыми. После окончания первенства, Ди Стефано принял решение покинуть клуб.
Уйдя из «Валенсии», Ди Стефано покинул Испанию и уехал в соседнюю Португалию, где стал главным тренером местного «Спортинга», в прошлом году ставшего чемпионом страны. Лиссабонский клуб на тот момент был без тренера, а Ди Стефано находился без работы. Летом Альфредо находился в городе Бенидорм, там он случайно встретился с аргентинским футболистом, в прошедшем сезоне выигравшим «Золотую бутсу», Эктором Ясальде. Постепенно к их разговору присоединился Жоан Роша, президент «Спортинга»; он же, спустя несколько дней, пригласил Ди Стефано возглавить его команду. Начало в этом клубе было для Альфредо очень неудачным: он выиграл на предсезонных турнирах лишь в одном матче из шести, а в одной из встреч португальцы проиграли бразильскому клубу «Крузейро» со счётом 0:6. Тогда же у тренера и большей части игроков команды случился конфликт: игроки, вдохновлённые тезисами Апрельской революции, обвинили Ди Стефано в авторитарных методах работы. В результате, уже в начале сентября, после поражения от «Ольяненсе» в первой же официальной игре в качестве главного тренера «Спортинга», Альфредо был уволен. Более того, ему даже не заплатили отступные, так как на тот момент контракт клуба с тренером ещё не был заключён.
В 1975 году Ди Стефано возглавил клуб второго испанского дивизиона, «Райо Вальекано». 7 сентября он дебютировал на посту главного тренера клуба в матче, в котором его команда обыграла клуб «Кальво Сотело» со счётом 2:1. Но уже во второй встрече «Райо» проиграл «Депортиво» 0:1. С такими же результатами прошёл весь сезон: клуб Альфредо, не обладая ни большими финансовыми возможностями, ни сильными футболистами, оказался на 9 месте в чемпионате, уступив одну позицию, по сравнению с турнирной таблицей прошлого года. При этом «Райо Вальекано» стал самой принципиальной командой первенства, сыграв только четыре раза вничью. В Кубке Испании клуб проиграл бывшей команде Ди Стефано, «Валенсии», в четвёртом раунде турнира. Следующий сезон Альфредо начал наставником другой команды второго испанского дивизиона — клуба «Кастельон». Дебют Ди Стефано на посту наставника «Кастельона» пришёлся на игру с «Депортиво», которая закончилась вничью 0:0, при чём тренером команды соперника был бывший партнёр Альфредо по «Мильонариосу», Эктор Риаль. В следующей игре «Кастельон» потерпел поражение от «Овьедо» 2:3. В целом старт сезона был неважным: лишь в 6 туре клуб добился победы, обыграв «Кадис». Так и прошёл сезон, в котором клуб занял 14 место, при чём по таким показателям как количество поражений и количество ничьих «Кастельон» занял первое и второе места. В Кубке Испании клуб проиграл уже в первом раунде, уступив «Мальорке». После нескольких подряд неудач, Ди Стефано решил на время уйти из футбола.
Однако возвращение Ди Стефано в футбол оказалось очень быстрым: уже летом он во второй раз в карьере возглавил «Валенсию», заменив уволенного тренера Марселя Доминго. В первом же матче сезона клуб проиграл мадридского «Реалу» со счётом 1:3, а затем ещё 4 матча подряд не мог одержать победу. Клуб по итогам сезона, несмотря на серьёзный состав, включающий чемпиона мира 1978 Марио Кемпеса, чемпиона мира 1974 Райнера Бонхофа, игроков сборной Испании Энрике Саура и Мигеля Тендильо, заняла в чемпионате лишь 6 место, а из Кубка страны выбыла на стадии 1/16 финала, проиграв хихонскому «Спортингу». Единственным успехом команды стал выход в финал Кубка обладателей кубков, где «Валенсия» в серии пенальти обыграла «Арсенал». Этот титул стал вторым для Ди Стефано в статусе тренера «Валенсии» и последним континентальным титулом, завоёванный им в Европе. Одной из самых больших тактических достижений в этот период для Альфредо стала роль Кемпеса в финальной игре: «Он сказал мне играть в роли центрального нападающего. Но как статуя. Он хотел, чтобы центральные защитники „Арсенала“ концентрировались на мне и таким образом освобождали от опеки других товарищей по команде. Я был там один. Я был катастрофой. Я даже промахнулся в серии пенальти. Но всё это было хорошо для „Валенсии“, Ди Стефано и меня, потому что футбол — это командная игра, и финалы проводятся ради победы». Роль тренера подчёркивали и другие футболисты команды. Сам аргентский тренер после победы принял решение подать в отставку.
В 1981 году Ди Стефано возвратился в Аргентину, где сменил Анхеля Лабруну на посту главного тренера «Ривер Плейта». Уход Лабруны не был связан со спортивными достижениями: тренер конфликтовал с президентом команды Рафаэлем Арагоном Кабрерой, не желая проводить «чистку» игроков в клубе. Кабрера поставил перед Ди Стефано конкретную задачу, связанную с наведением порядка в команде, этому должны были поспособствовать и покупки пяти новых футболистов, среди которых был Марио Кемпес, бывший подопечный Альфредо в «Валенсии». И именно Кемпес забил решающий мяч в финальной игре чемпионата с «Феррокарриль Оэсте», принесшей титул «Риверу». Также финальная игра сопровождалась скандалом, связанным с тем, что Ди Стефано за два дня до встречи вывел из состава лидера команды Норберто Алонсо. Когда футболиста спросили об этом, он ответил: «Двое в одной команде, это уже много: либо он, либо я», а тренер также через пресс ответил: «Я один принимаю решение о включении или исключении игрока из состава. Я не убрал кумира, а убрал только игрока». А во время последних минут матча фанаты команды стали петь песню, поддержиющую футболиста и оскорбляющую Ди Стефано. Сам тренер сказал на послематчевой пресс-конференции: «Мне больно, что люди пели песни против меня, но я руководствуюсь только своими критериями важности, а не минутной прихотью». В феврале следующего года Альфредо привёл клуб к выигрышу Золотого кубка, в розыгрыше которого клуб не пропустил ни одного мяча, а в последнем матче первенства обыграл главного конкурента «Боку Хуниорс», ведомого Диего Марадоной. Однако это стало последним успехом тренера в команде. «Ривер» был вынужден вернуть «Валенсии» Марио Кемпеса, из-за того, что клуб не мог заплатить оставшиеся платежи по трансферу, также был продан другой нападающий Рамон Диас. В результате клуб выступал неудачно, а Ди Стефано увольняют, заменив Владислао Капом.
После отъезда из Аргентины, Ди Стефано уехал в Испанию, где стал главным тренером мадридского «Реала», заменив на посту наставника команды Луиса Моловни. При этом Альфредо просто согласился на предложение возглавить клуб, даже не обсуждая условия контракта. На первую тренировку команды под руководством Ди Стефано пришло 20 тысяч человек. В первом официальном матче клуба под руководством Альфредо клуб сыграл вничью с «Вальядолидом». Сезон, который «Королевский клуб» провёл, сложился неоднозначно: «Реал» претендовал на победу в пяти турнирах, но не выиграл ни одного. В чемпионате он занял второе место, уступив лишь одно очко «Атлетику», при этом клуб лидировал в 25 из 34 турах, и уступил первое место проиграв в последнем туре «Валенсии». В Кубке страны «Реал» дошёл до финала, где проиграл «Барселоне», ей же клуб проиграл в финале Кубка лиги, также команда проиграла в финале Кубка обладателей кубков, уступив «Абердину» и проиграла в Суперкубке Испании. Сам тренер сказал: «Это был почти идеальный сезон». «Реал» Ди Стефано играл в оборонительный футбол, в частности он использовал схему 5-4-1 с тремя центральными защитниками, при атаке эта схема трансформировалась в 4-3-3, при этом крайние защитники уходили в полузащиту, а один из центральных игроков полузащиты, Ули Штилике или Анхель де лос Сантос, «опускался» в оборону, выполняя роль переднего защитника для предотвращения возможных контратак.

## Достижения

### Как игрок
«Ривер Плейт»
- Чемпион Аргентины (2): 1945, 1947
- Обладатель Кубка Рио де Ла Плата (2): 1945, 1947

«Мильонариос»
- Чемпион Колумбии (3): 1949, 1951, 1952
- Обладатель Кубка Колумбии: 1951/52

«Реал Мадрид»
- Чемпион Испании (8): 1953/54, 1954/55, 1956/57, 1957/58, 1960/61, 1961/62, 1962/63, 1963/64
- Обладатель Кубка Испании: 1961/62
- Обладатель Кубка европейских чемпионов (5): 1955/56, 1956/57, 1957/58, 1958/59, 1959/60
- Обладатель Межконтинентального кубка: 1960
- Обладатель Латинского кубка (2): 1955, 1957
- Обладатель Малого Кубка мира: 1956

Сборная Аргентины
- Чемпион Южной Америки: 1947

### Как тренер
«Бока Хуниорс»
- Чемпион Аргентины: Насьональ 1969
- Обладатель Кубка Аргентины: 1969
- Обладатель Кубка Святого Мартина Турского: 1969

«Валенсия»
- Чемпион Испании: 1970/71
- Обладатель Кубка обладателей кубков УЕФА: 1979/80
- Обладатель Суперкубка УЕФА: 1980
- Победитель Второго дивизиона чемпионата Испании: 1986/87
- Серебряный призёр чемпионата Испании: 1971/72
- Финалист Кубка Испании (2): 1970/71, 1971/72

«Ривер Плейт»
- Чемпион Аргентины: Насьональ 1981

«Реал Мадрид»
- Обладатель Суперкубка Испании: 1991
- Обладатель Кубка Сантьяго Бернабеу: 1983
- Серебряный призёр чемпионата Испании (2): 1982/83, 1983/84
- Бронзовый призёр чемпионата Испании: 1990/91
- Финалист Кубка Испании: 1982/83

### Личные
- Обладатель «Золотого мяча» по версии France Football (2): 1957, 1959
- Лучший бомбардир чемпионата Аргентины: 1947 (27 голов)
- Лучший бомбардир чемпионата Колумбии (2): 1951 (32 гола), 1952 (19 голов)
- Лучший бомбардир чемпионата Испании (5): 1954 (27 голов), 1956 (24 гола), 1957 (31 гол), 1958 (19 голов), 1959 (23 гола)
- Обладатель «Супер Золотого мяча» по версии France Football: 1989
- Лучший бомбардир Кубка европейских чемпионов: 1958 (10 мячей)
- Обладатель Награды президента УЕФА: 2007
- Golden Foot: 2004 (в номинации «Легенды футбола»)
- Обладатель юбилейной награды УЕФА лучшему футболисту Испании за последние 50 лет: 2003
- Входит в список ФИФА 100

## Статистика выступлений

### Обзор карьеры
| Команда          | Период           | Официальные матчи | Официальные матчи | Неофициальные матчи | Неофициальные матчи | Итого | Итого |
| Команда          | Период           | Игры              | Голы              | Игры                | Голы                | Игры  | Голы  |
| ---------------- | ---------------- | ----------------- | ----------------- | ------------------- | ------------------- | ----- | ----- |
| Ривер Плейт      | 1944—1949        | 76                | 55                | 11                  | 10                  | 87    | 65    |
| Уракан           | 1946             | 25                | 11                | 3                   | 2                   | 28    | 13    |
| Мильонариос      | 1949—1953        | 112               | 100               | 70                  | 57                  | 182   | 157   |
| Реал Мадрид      | 1953—1967        | 396               | 307               | 119                 | 105                 | 515   | 412   |
| Эспаньол         | 1956 1964—1966   | 60                | 14                | 7                   | 7                   | 67    | 21    |
| Аргентина        | 1947             | 6                 | 6                 | 0                   | 0                   | 6     | 6     |
| Испания          | 1957—1962        | 31                | 23                | 4                   | 8                   | 35    | 31    |
| Колумбия         | 1951             | -                 | -                 | 4                   | 0                   | 4     | 0     |
| Барселона        | 1953—1961        | -                 | -                 | 3                   | 2                   | 3     | 2     |
| Валенсия         | 1955             | -                 | -                 | 1                   | 1                   | 1     | 1     |
| Понтеведра       | 1961             | -                 | -                 | 1                   | 1                   | 1     | 1     |
| Прочие           | 1948—1965        | -                 | -                 | 9+                  | 8+                  | 9+    | 8+    |
| Всего за карьеру | Всего за карьеру | 706               | 516               | 232+                | 201+                | 938+  | 717+  |

### Клубная карьера
| Клуб             | Сезон            | Лига | Лига | Кубки | Кубки | Кубки КОНМЕБОЛ / Еврокубки | Кубки КОНМЕБОЛ / Еврокубки | Прочие | Прочие | Итого | Итого | Товарищеские матчи | Товарищеские матчи | Всего | Всего |
| Клуб             | Сезон            | Игры | Голы | Игры  | Голы  | Игры                       | Голы                       | Игры   | Голы   | Игры  | Голы  | Игры               | Голы               | Игры  | Голы  |
| ---------------- | ---------------- | ---- | ---- | ----- | ----- | -------------------------- | -------------------------- | ------ | ------ | ----- | ----- | ------------------ | ------------------ | ----- | ----- |
| Ривер Плейт      | 1944             | 0    | 0    | 0     | 0     | -                          | -                          | 0      | 0      | 0     | 0     | 1                  | 0                  | 1     | 0     |
| Ривер Плейт      | 1945             | 1    | 0    | 0     | 0     | -                          | -                          | 0      | 0      | 1     | 0     | 0                  | 0                  | 1     | 0     |
| Ривер Плейт      | 1946             | 0    | 0    | 1     | 0     | -                          | -                          | 0      | 0      | 1     | 0     | 0                  | 0                  | 1     | 0     |
| Ривер Плейт      | 1947             | 30   | 28   | -     | -     | -                          | -                          | 2      | 1      | 32    | 29    | 2+                 | 4                  | 34+   | 33    |
| Ривер Плейт      | 1948             | 23   | 12   | 1     | 1     | 6                          | 4                          | 0      | 0      | 30    | 17    | 4+                 | 5                  | 34+   | 22    |
| Ривер Плейт      | 1949             | 12   | 9    | -     | -     | -                          | -                          | 0      | 0      | 12    | 9     | 1+                 | 1                  | 13+   | 10    |
| Ривер Плейт      | Итого            | 66   | 49   | 2     | 1     | 6                          | 4                          | 2      | 1      | 76    | 55    | 11                 | 10                 | 87    | 65    |
| Уракан (аренда)  | 1946             | 24   | 11   | 1     | 0     | -                          | -                          | 0      | 0      | 25    | 11    | 3                  | 2                  | 28    | 13    |
| Уракан (аренда)  | Итого            | 24   | 11   | 1     | 0     | 0                          | 0                          | 0      | 0      | 25    | 11    | 3                  | 2                  | 28    | 13    |
| Мильонариос      | 1949             | 15   | 16   | -     | -     | -                          | -                          | 0      | 0      | 15    | 16    | 1+                 | 1+                 | 16+   | 17+   |
| Мильонариос      | 1950             | 29   | 23   | 5     | 5     | -                          | -                          | 0      | 0      | 34    | 28    | 6+                 | 11+                | 40+   | 39+   |
| Мильонариос      | 1951             | 34   | 32   | 0     | 0     | -                          | -                          | 0      | 0      | 34    | 32    | 6+                 | 11+                | 40+   | 43+   |
| Мильонариос      | 1952             | 24   | 19   | 5     | 5     | -                          | -                          | 0      | 0      | 29    | 24    | 19+                | 25+                | 48+   | 49+   |
| Мильонариос      | 1953             | 0    | 0    | 0     | 0     | -                          | -                          | 0      | 0      | 0     | 0     | 7+                 | 8+                 | 7+    | 8+    |
| Мильонариос      | Итого            | 102  | 90   | 10    | 10    | 0                          | 0                          | 0      | 0      | 112   | 100   | 70                 | 57                 | 182   | 157   |
| Реал Мадрид      | 1953/54          | 28   | 27   | 0     | 0     | -                          | -                          | 0      | 0      | 28    | 27    | 9                  | 5                  | 37    | 32    |
| Реал Мадрид      | 1954/55          | 30   | 25   | 0     | 0     | -                          | -                          | 2      | 0      | 32    | 25    | 7                  | 7                  | 39    | 32    |
| Реал Мадрид      | 1955/56          | 30   | 24   | 0     | 0     | 7                          | 5                          | 0      | 0      | 37    | 29    | 11                 | 6                  | 48    | 35    |
| Реал Мадрид      | 1956/57          | 30   | 31   | 3     | 3     | 8                          | 7                          | 2      | 2      | 43    | 43    | 10                 | 15                 | 53    | 58    |
| Реал Мадрид      | 1957/58          | 30   | 19   | 7     | 7     | 7                          | 10                         | 0      | 0      | 44    | 36    | 9                  | 10                 | 53    | 46    |
| Реал Мадрид      | 1958/59          | 28   | 23   | 8     | 5     | 7                          | 6                          | 0      | 0      | 43    | 34    | 16                 | 13                 | 59    | 47    |
| Реал Мадрид      | 1959/60          | 23   | 12   | 5     | 3     | 6                          | 8                          | 0      | 0      | 34    | 23    | 11                 | 17                 | 45    | 40    |
| Реал Мадрид      | 1960/61          | 23   | 21   | 9     | 8     | 2                          | 0                          | 2      | 1      | 36    | 30    | 16                 | 12                 | 52    | 42    |
| Реал Мадрид      | 1961/62          | 23   | 11   | 8     | 4     | 10                         | 7                          | 0      | 0      | 41    | 22    | 10                 | 13                 | 51    | 35    |
| Реал Мадрид      | 1962/63          | 13   | 12   | 9     | 8     | 2                          | 1                          | 0      | 0      | 24    | 21    | 12                 | 6                  | 36    | 27    |
| Реал Мадрид      | 1963/64          | 24   | 11   | 1     | 1     | 9                          | 5                          | 0      | 0      | 34    | 17    | 6                  | 1                  | 40    | 18    |
| Реал Мадрид      | 1965/66          | -    | -    | -     | -     | -                          | -                          | -      | -      | 0     | 0     | 1                  | 0                  | 1     | 0     |
| Реал Мадрид      | 1966/67          | -    | -    | -     | -     | -                          | -                          | -      | -      | 0     | 0     | 1                  | 0                  | 1     | 0     |
| Реал Мадрид      | Итого            | 282  | 216  | 50    | 39    | 58                         | 49                         | 6      | 3      | 396   | 307   | 119                | 105                | 515   | 412   |
| Эспаньол         | 1955/56          | -    | -    | -     | -     | -                          | -                          | -      | -      | 0     | 0     | 1                  | 2                  | 1     | 2     |
| Эспаньол         | 1964/65          | 24   | 7    | 3     | 2     | 0                          | 0                          | 0      | 0      | 27    | 9     | 4                  | 4                  | 31    | 13    |
| Эспаньол         | 1965/66          | 23   | 4    | 4     | 1     | 6                          | 0                          | 0      | 0      | 33    | 5     | 2                  | 1                  | 35    | 6     |
| Эспаньол         | Итого            | 47   | 11   | 7     | 3     | 6                          | 0                          | 0      | 0      | 60    | 14    | 7                  | 7                  | 67    | 21    |
| Всего за карьеру | Всего за карьеру | 521  | 377  | 70    | 53    | 70                         | 53                         | 8      | 4      | 669   | 487   | 210                | 181                | 879   | 668   |

### Выступления за сборные

#### Сборная Аргентины
| Матчи Альфредо Ди Стефано за сборную Аргентины | Матчи Альфредо Ди Стефано за сборную Аргентины | Матчи Альфредо Ди Стефано за сборную Аргентины | Матчи Альфредо Ди Стефано за сборную Аргентины | Матчи Альфредо Ди Стефано за сборную Аргентины | Матчи Альфредо Ди Стефано за сборную Аргентины | Матчи Альфредо Ди Стефано за сборную Аргентины |
| Номер                                          | Дата                                           | Место проведения                               | Оппонент                                       | Счёт                                           | Голы                                           | Соревнование                                   |
| ---------------------------------------------- | ---------------------------------------------- | ---------------------------------------------- | ---------------------------------------------- | ---------------------------------------------- | ---------------------------------------------- | ---------------------------------------------- |
| 1                                              | 4 декабря 1947                                 | Гуаякиль                                       | Боливия                                        | 7:0                                            | 1                                              | Чемпионат Южной Америки 1947                   |
| 2                                              | 11 декабря 1947                                | Гуаякиль                                       | Перу                                           | 3:2                                            | 1                                              | Чемпионат Южной Америки 1947                   |
| 3                                              | 16 декабря 1947                                | Гуаякиль                                       | Чили                                           | 1:1                                            | 1                                              | Чемпионат Южной Америки 1947                   |
| 4                                              | 18 декабря 1947                                | Гуаякиль                                       | Колумбия                                       | 6:0                                            | 3                                              | Чемпионат Южной Америки 1947                   |
| 5                                              | 25 декабря 1947                                | Гуаякиль                                       | Эквадор                                        | 2:0                                            | —                                              | Чемпионат Южной Америки 1947                   |
| 6                                              | 28 декабря 1947                                | Гуаякиль                                       | Уругвай                                        | 3:1                                            | —                                              | Чемпионат Южной Америки 1947                   |

#### Сборная Испании
| Матчи Альфредо Ди Стефано за сборную Испании | Матчи Альфредо Ди Стефано за сборную Испании | Матчи Альфредо Ди Стефано за сборную Испании | Матчи Альфредо Ди Стефано за сборную Испании | Матчи Альфредо Ди Стефано за сборную Испании | Матчи Альфредо Ди Стефано за сборную Испании | Матчи Альфредо Ди Стефано за сборную Испании |
| Номер                                        | Дата                                         | Место проведения                             | Оппонент                                     | Счёт                                         | Голы                                         | Соревнование                                 |
| -------------------------------------------- | -------------------------------------------- | -------------------------------------------- | -------------------------------------------- | -------------------------------------------- | -------------------------------------------- | -------------------------------------------- |
| 1                                            | 30 января 1957                               | Мадрид                                       | Нидерланды                                   | 5:1                                          | 3                                            | Товарищеский матч                            |
| 2                                            | 10 марта 1957                                | Мадрид                                       | Швейцария                                    | 2:2                                          | —                                            | Квалификация чемпионата мира                 |
| 3                                            | 31 марта 1957                                | Брюссель                                     | Бельгия                                      | 5:0                                          | 2                                            | Товарищеский матч                            |
| 4                                            | 8 мая 1957                                   | Глазго                                       | Шотландия                                    | 2:4                                          | —                                            | Квалификация чемпионата мира                 |
| 5                                            | 28 мая 1957                                  | Мадрид                                       | Шотландия                                    | 4:1                                          | —                                            | Квалификация чемпионата мира                 |
| 6                                            | 6 ноября 1957                                | Мадрид                                       | Турция                                       | 3:0                                          | —                                            | Товарищеский матч                            |
| 7                                            | 24 ноября 1957                               | Лозанна                                      | Швейцария                                    | 4:1                                          | 2                                            | Квалификация чемпионата мира                 |
| 8                                            | 13 марта 1958                                | Париж                                        | Франция                                      | 2:2                                          | —                                            | Товарищеский матч                            |
| 9                                            | 19 марта 1958                                | Франкфурт-на-Майне                           | ФРГ                                          | 0:2                                          | —                                            | Товарищеский матч                            |
| 10                                           | 13 апреля 1958                               | Мадрид                                       | Португалия                                   | 1:0                                          | 1                                            | Товарищеский матч                            |
| 11                                           | 15 октября 1958                              | Мадрид                                       | Северная Ирландия                            | 6:2                                          | —                                            | Товарищеский матч                            |
| 12                                           | 28 февраля 1959                              | Рим                                          | Италия                                       | 1:1                                          | 1                                            | Товарищеский матч                            |
| 13                                           | 28 июня 1959                                 | Катовице                                     | Польша                                       | 4:2                                          | 2                                            | Квалификация чемпионата Европы               |
| 14                                           | 14 октября 1959                              | Мадрид                                       | Польша                                       | 3:0                                          | 1                                            | Квалификация чемпионата Европы               |
| 15                                           | 22 ноября 1959                               | Валенсия                                     | Австрия                                      | 6:3                                          | 2                                            | Товарищеский матч                            |
| 16                                           | 17 декабря 1959                              | Париж                                        | Франция                                      | 3:4                                          | —                                            | Товарищеский матч                            |
| 17                                           | 13 марта 1960                                | Барселона                                    | Италия                                       | 3:1                                          | 1                                            | Товарищеский матч                            |
| 18                                           | 15 мая 1960                                  | Мадрид                                       | Англия                                       | 3:0                                          | —                                            | Товарищеский матч                            |
| 19                                           | 10 июля 1960                                 | Лима                                         | Перу                                         | 3:1                                          | 1                                            | Товарищеский матч                            |
| 20                                           | 14 июля 1960                                 | Сантьяго                                     | Чили                                         | 4:0                                          | 2                                            | Товарищеский матч                            |
| 21                                           | 17 июля 1960                                 | Сантьяго                                     | Чили                                         | 4:1                                          | 2                                            | Товарищеский матч                            |
| 22                                           | 24 июля 1960                                 | Буэной-Айрес                                 | Аргентина                                    | 0:1                                          | —                                            | Товарищеский матч                            |
| 23                                           | 26 октября 1960                              | Лондон                                       | Англия                                       | 2:4                                          | —                                            | Товарищеский матч                            |
| 24                                           | 30 октября 1960                              | Вена                                         | Австрия                                      | 0:3                                          | —                                            | Товарищеский матч                            |
| 25                                           | 2 апреля 1961                                | Мадрид                                       | Франция                                      | 2:0                                          | —                                            | Товарищеский матч                            |
| 26                                           | 19 апреля 1961                               | Кардифф                                      | Уэльс                                        | 2:1                                          | 1                                            | Квалификация чемпионата мира                 |
| 27                                           | 18 мая 1961                                  | Мадрид                                       | Уэльс                                        | 1:1                                          | —                                            | Квалификация чемпионата мира                 |
| 28                                           | 11 июня 1961                                 | Севилья                                      | Аргентина                                    | 2:0                                          | 1                                            | Товарищеский матч                            |
| 29                                           | 12 ноября 1961                               | Касабланка                                   | Марокко                                      | 1:0                                          | —                                            | Квалификация чемпионата мира                 |
| 30                                           | 23 ноября 1961                               | Мадрид                                       | Марокко                                      | 3:2                                          | 1                                            | Квалификация чемпионата мира                 |
| 31                                           | 10 декабря 1961                              | Париж                                        | Франция                                      | 1:1                                          | —                                            | Товарищеский матч                            |

## Личная жизнь
Ди Стефано женился 5 января 1950 года на Саре Алисии Фрейтес Вареле. Сам футболист рассказал об этом времени: «Наступили каникулы, и я вернулся в Буэнос-Айрес. Я сказал Саре, своей девушке, рассказать семье, что мы поженимся. 5 января 1950 года мы поженились, и 15 числа того же месяца я вернулся в Боготу с женой. Это была очень простая и скромная церемония». У них было шестеро детей: Альфредо, Игнасио, София, Сильвана, Элена и Нанетт. Жена Альфредо умерла 14 мая 2005 года в больнице Грегорио Мараньона в Мадриде. Она была похоронена на кладбище Альмудена, дочь Нанетт умерла 12 декабря 2012 года.
Иногда она водила семью в кино или на обед, но это не было очень частым. Моя жена практически всегда заботилась о доме и детях. Она была локомотивом, а мы вагонами. Иногда заболевал ребенок, и жена не говорила мне, чтобы её не беспокоили. Если будет ужин, она придёт на него, но рано ляжет спать. На следующее утро в восемь она вставала. Она очень заботилась обо мне.
5 мая 2013 года Ди Стефано объявил что женится во второй раз на костариканке Джине Гонсалес, которая была младше его на 50 лет (на момент объявления Альфредо было 86, а Джине 36 лет). Гонсалес являлась его секретарем и адвокатом, одновременно работая в газете Marca. Супруги познакомились в 2007 году, когда журналистке поручили написать биографию игрока. Сам Альфредо сказал по поводу брака: «Мои дети против новой супруги. Но мне всё равно. Мы просто хотим быть вместе». Сыновья Альфредо были против брака из-за того, что они боялись, что новая супруга футболиста вышла замуж из меркантильных побуждений. 12 мая Джина съехала от Ди Стефано заявив, что «в таких условиях заключение брака не считает возможным». После этого она сняла крупную сумму денег со счета Альфредо и улетела в неизвестном направлении. Джина вернулась в Коста-Рику и там заявила, что во всем виноваты дети футболиста, и что они мешают ей даже позвонить Альфредо. В октябре Джина вернулись в Мадрид, заявив: «Как они могут думать, что я хочу денег, когда я заявила, что не хочу ничего». 2 октября того же года Ди Стефано был признан недееспособным, и контроль над всем его имуществом передан его детям. 5 июля 2014 года Ди Стефано был госпитализирован в критическом состоянии после сердечного приступа, случившегося на одной из улиц Мадрида, неподалёку от «Сантьяго Бернабеу». 88-летний Ди Стефано помещён в палату интенсивной терапии, где его ввели в состояние искусственной комы. 7 июля 2014 года на 89-м году жизни он скончался.